# Gobobosebberge
Die Gobobosebberge sind ein Höhenzug im Damaraland in Namibia. Sie liegen in der Region Erongo im Westen des Landes in einer Entfernung von rund 45 km vom Atlantik.
Ihr südwestlicher Teil befindet sich noch im Dorob-Nationalpark der Südatlantikküste, während der Tafelkop, mit einer Höhe von 1023 m die höchste Erhebung der Gobobosebberge, weniger als 15 km von den Westausläufern des Brandbergs entfernt ist. Der gesamte Höhenzug zeigt eine elliptische bis linsenförmige Kontur und nimmt insgesamt eine Fläche von 1.100 km² ein.
Die Gobobosebberge gehen auf die vulkanische Aktivität des nahegelegenen Messum-Kraters zurück, der von den die heutigen Gobobosebberge aufbauenden Gesteinen partiell umschlossen wird.

“The lack of vegetation and the dark shade of the rocks give to the landscape, often shrouded in mist, an extraordinarily sombre and uninviting impression.”

„Der Mangel an Vegetation und der dunkle Schatten der Felsen verleihen der oft nebligen Landschaft einen außerordentlich düsteren und nicht einladenden Eindruck.“

Im Norden der Gobobosebberge werden verschiedene Minerale wie Quarz, darunter insbesondere Amethyst, sowie Zeolithe und Prehnit durch sogenannte Small-scale Miner abgebaut. Hier findet ein artisanaler Kleinbergbau auf Mineralstufen für den Sammlermarkt statt.

## Name
Zur Bedeutung des Namens „Gobobosebberge“ (englisch „Goboboseb Mountains“ oder auch im Singular „Goboboseb Mountain“) scheint keine allgemein verfügbare Erklärung zu existieren. Verwendet wird der Terminus mindestens seit der im Zusammenhang mit einer „expedition into the Goboboseb mountains“ stehenden Entdeckung des Messum-Komplexes im Januar 1939. Offensichtlich wurden die Berge auch damals schon so genannt.

## Geographie

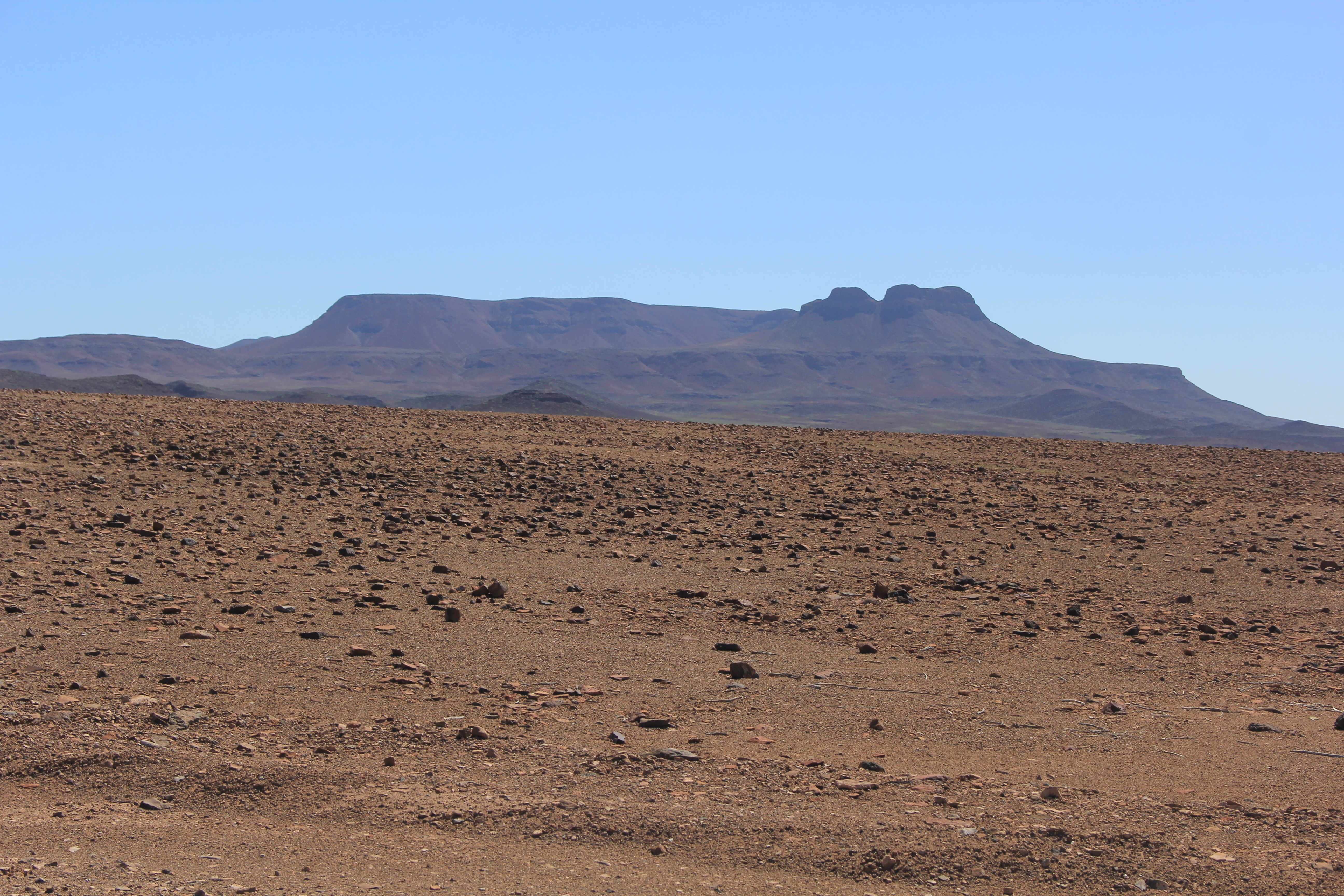
Der Tafelkop mit seinem namengebenden Gipfelplateau stellt die höchste Erhebung der Gobobosebberge dar

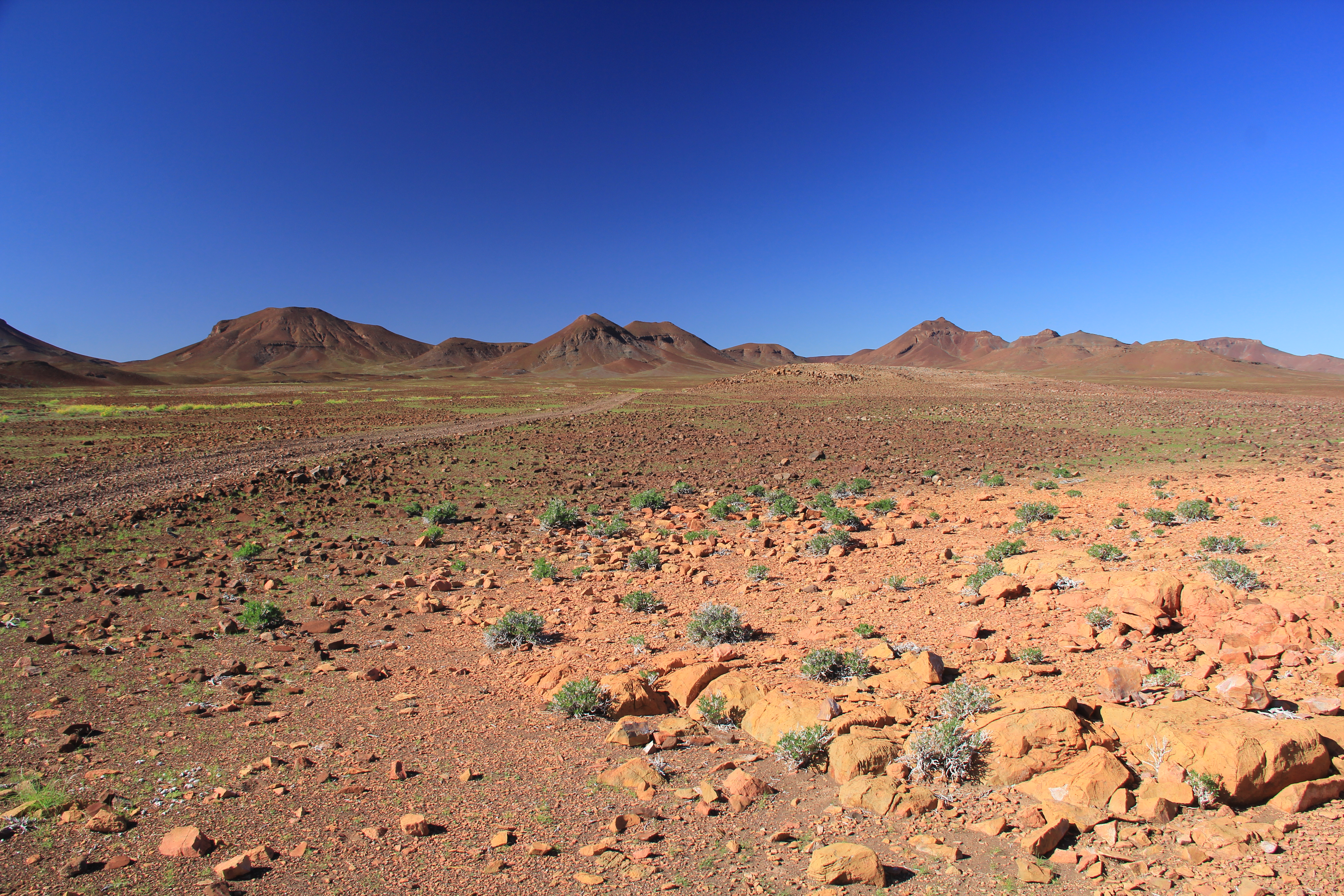
Panoramaansicht des Nordteils der Gobobosebberge

Die Gobobosebberge befinden sich im Damaraland, größtenteils im Wahlkreis Dâures in der Region Erongo. Sie liegen zwischen 21°5′ und 21°22′ südlicher Breite sowie 14°2′ und 14°20′ östlicher Länge, in etwa in 25 km (SW-Rand) bis 60 km (Tafelkop am NE-Rand) Entfernung von der Atlantikküste bei Mile 108 und der Mündung des nach Captain William Messum benannten Messum-Riviers.
Eine der ältesten Kartendarstellungen des Brandbergs und der Gobobosebberge – mit Geomorphologie und Entwässerungsmuster – stammt von Hans Cloos und Karl F. Chudoba, die sich mit dem Bau, der Bildung und Gestalt des benachbarten Brandbergmassivs beschäftigt haben.
Das Massiv bildet auf einer Fläche von etwa 1.100 km² eine grob linsenförmige Struktur von rund 40 × 15 km Ausdehnung. Laut der offiziellen Karte Namibia 1:250.000 Blatt 2114 Omaruru ist der Tafelkop mit einer Höhe von 1023 m (3356 ft) die höchste Erhebung der Gobobosebberge. Auch um den Tafelkop herum erreichen die Berge Höhen zwischen 800 und 1000 m – damit ist der Norden der Gobobosebberge auch deren höchster Teil. Der in der Arbeit von Korn & Martin erwähnte „Spitzkopf“ besitzt eine Höhe von 819 m, liegt aber östlich der Gobobosebberge und zählt nicht zu ihnen.
Die relative Höhe der Gobobosebberge über der umliegenden Rumpffläche beträgt etwa 400 m.
Der nächstgelegene Ort ist die circa 60 km ostsüdöstlich vom Tafelkop am Nordrand der Gobobosebberge entfernte ehemalige Bergbaustadt Uis, die auch Kreisverwaltungssitz von Dâures ist.
Die Gobobosebberge befinden sich zum allergrößten Teil auch in der Namib, und zwar innerhalb der Zentralen Namib, die sich vom Ugab im Norden bis zum Kuiseb im Süden erstreckt. In diesem Bereich wird die Namib in einen westlichen Bereich (Äußere Namib, die sich von der Küste bis etwa 50 km ins Land erstreckt) und einen östlichen Bereich (Innere Namib, deren Ostgrenze ungefähr mit der 1000-m-Höhenlinie übereinstimmt) unterteilt. Die Gobobosebberge liegen folglich im Bereich der Inneren Namib.

## Geologie

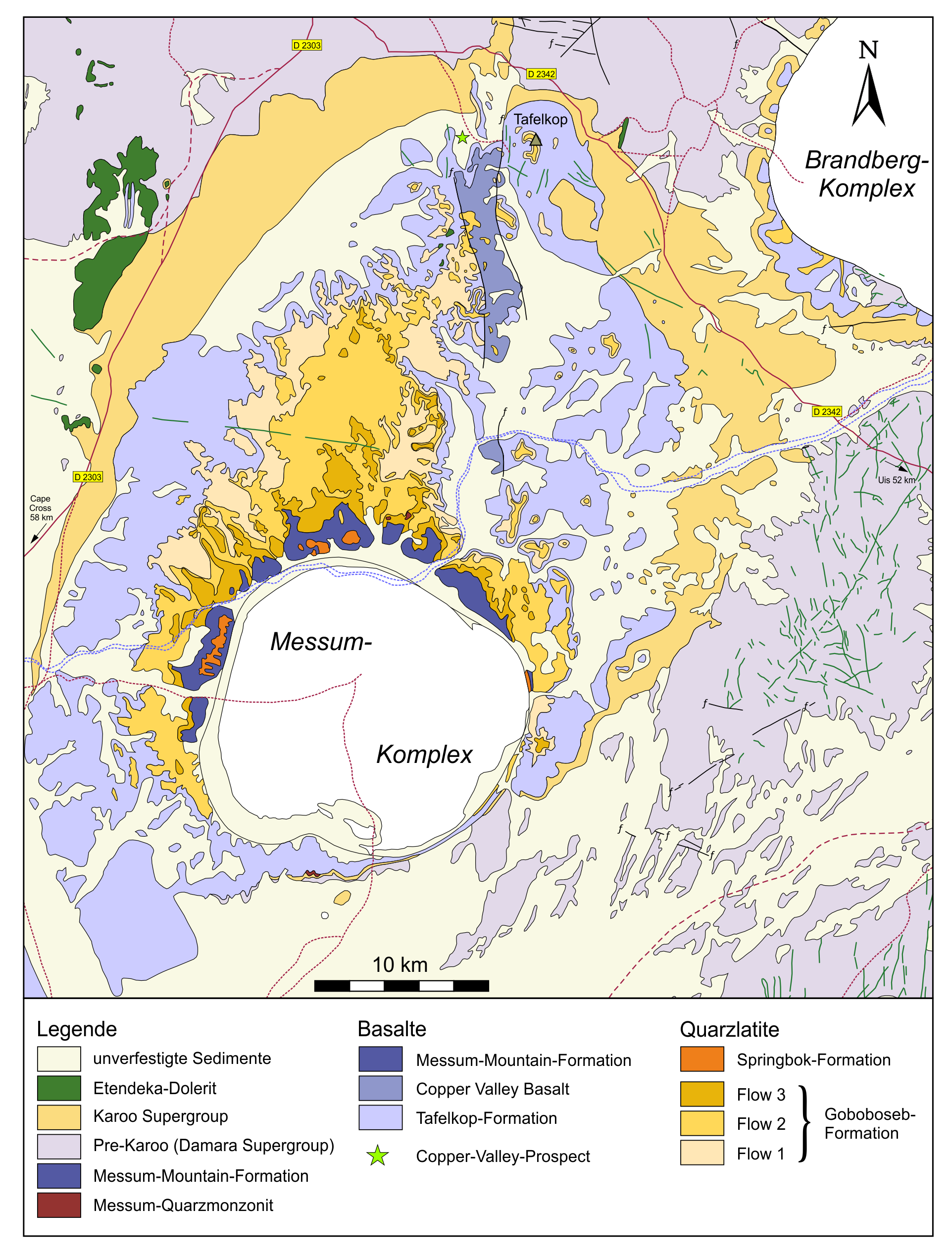
Geologische Übersichtskarte der Gobobosebberge

Die Geologie der Gobobosebberge wird vor allem in diesen drei wichtigen Publikationen behandelt: Simon C. Milner und Anthony E. Ewart (1989) sowie Anthony E. Ewart und Kollegen (1998a) und Anthony E. Ewart und Kollegen (1998b).

### Aufbau
Die Gesteine der Gobobosebberge gehören in die Awahab-Formation und bestehen aus wechsellagernden Basalten und Quarzlatiten, die den südlichsten Teil der 132–135 Millionen Jahre alten Etendeka-Gruppe (bzw. Paraná-Etendeka-Plateaubasalt-Provinz) bilden, welche über eine Fläche von 78.000 km² im nordwestlichen Namibia ansteht. Insgesamt weisen die Vulkanite der Paraná-Etendeka-Provinz ein geschätztes Volumen von mehr als 800.000 km³ auf.
Die Vulkanite liegen normalerweise direkt auf den Karoo-Sedimenten, zu denen grobkörnige arkosische Sandsteine, Sandsteine, Schluffsteine und Schiefer gehören. Gelegentlich lagern sie auch auf damarazeitlichen Schiefern und Graniten des Prä-Karoo-Grundgebirges.

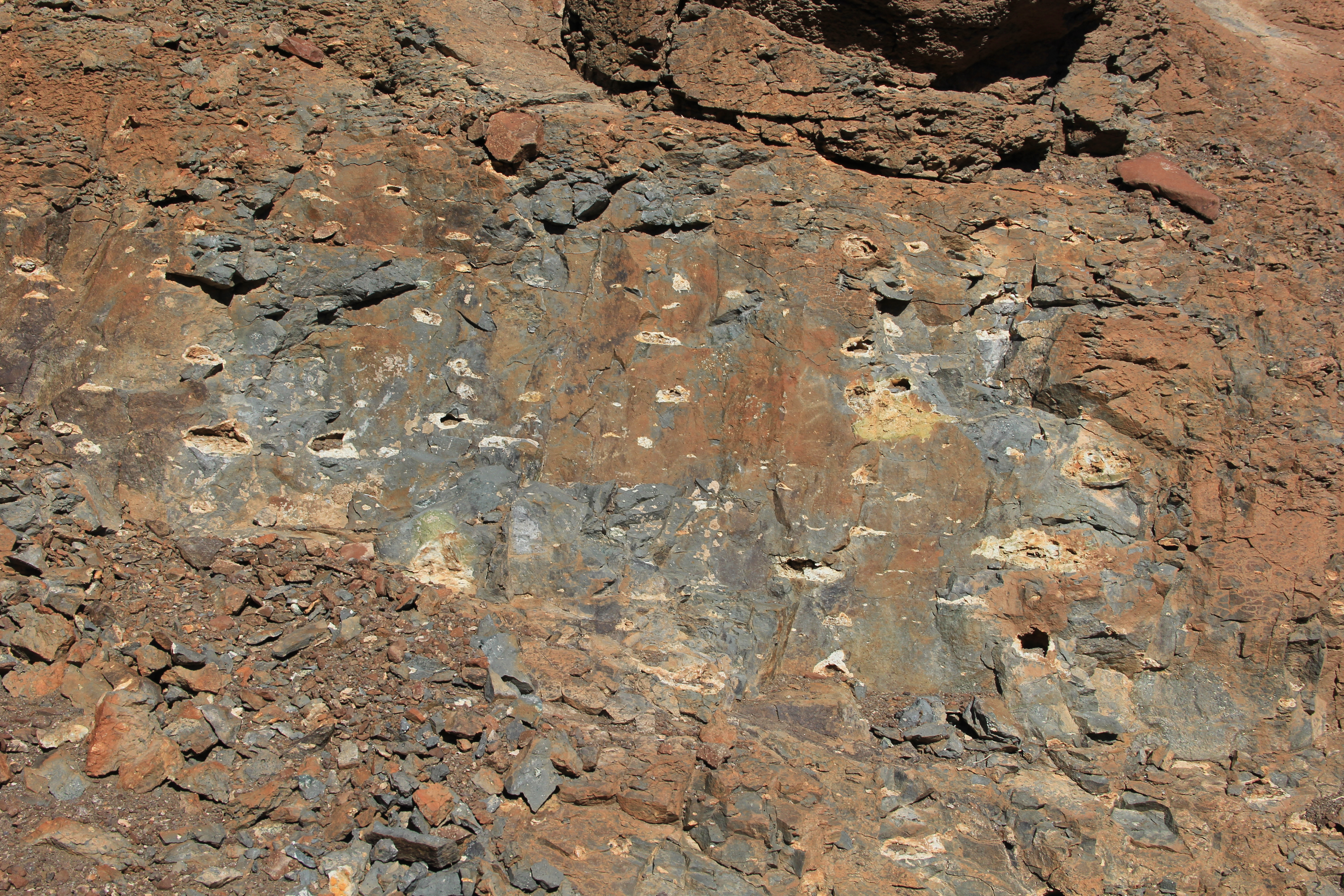
Mandelsteinartige, maximal 10 cm große Bereiche im Basalt der Gobobosebberge

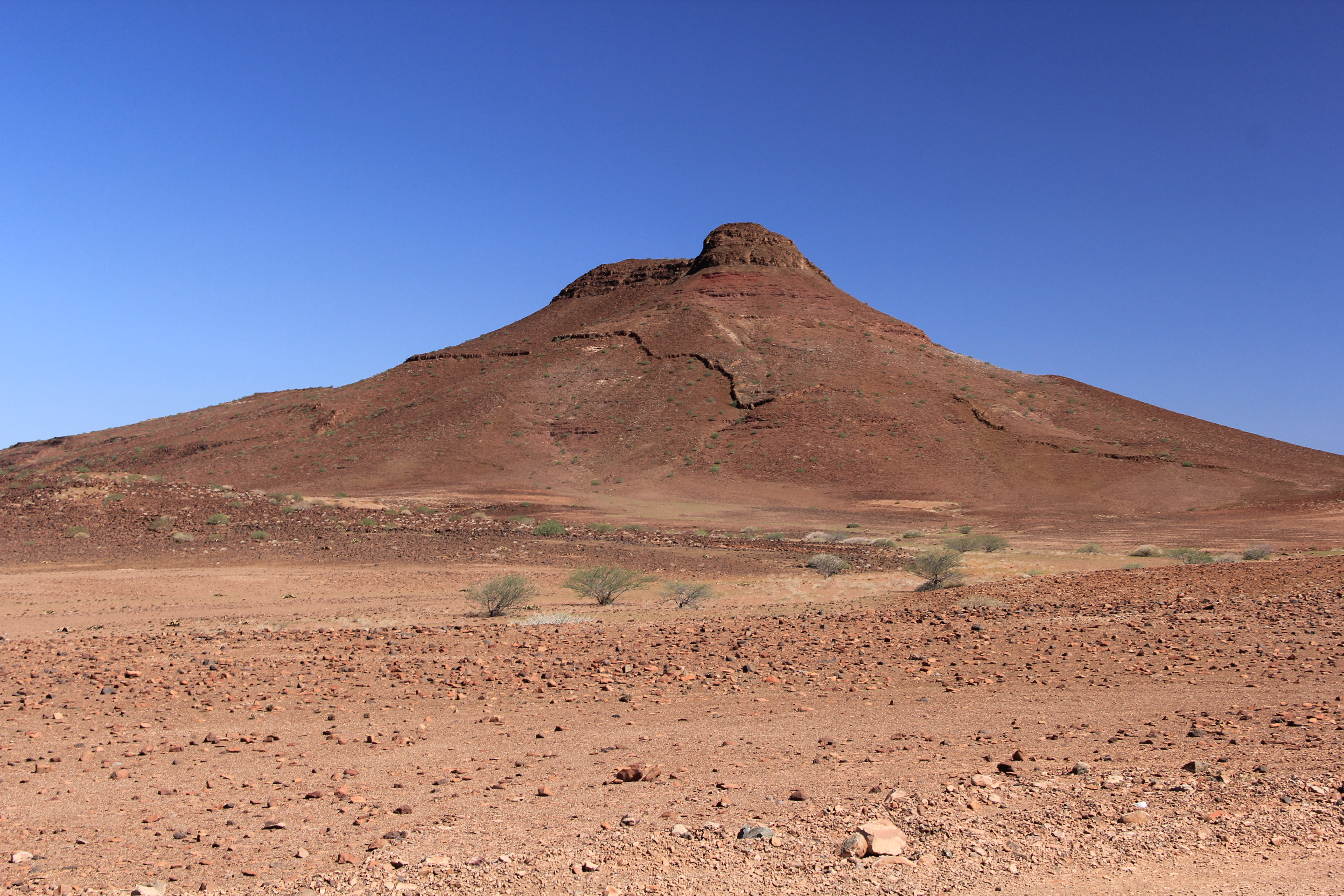
Detail der Gobobosebberge. Verschiedene Lavaflüsse sind gut zu unterscheiden.

Regionalgeologisch bestehen die Gobobosebberge aus drei geologischen Formationsgliedern („Member“). Das älteste Glied an der Basis der Formation ist der Tafelkop-Basalt-Member. Diese 250 m mächtige Einheit besteht aus mehreren übereinanderliegenden, jeweils 5–30 m dicken Basaltflüssen. Einige der Basaltströme sind durch amygdaloidale, mandelsteinartige Bereiche in ihren obersten Lagen gekennzeichnet. Die Mandeln variieren in der Größe von wenigen Millimetern bis hin zu Geoden mit einem Durchmesser von mehr als einem Meter. Dieser Member bildet die auch die Basis des Tafelkop-Tafelberges unmittelbar westlich des Brandbergs und liefert auch den Großteil der in den Gobobosebbergen geborgenen Mineralstufen.
Über dem Tafelkop-Basalt-Member befindet sich der 100–150 m mächtige Goboboseb-Quarzlatit-Member, der aus drei Quarzlatit-Lavaströmen (I, II und III) besteht.
Der Quarzlatit-Lavastrom I weist ein 39Ar/40Ar-Alter von 132,1 ± 0,4 Millionen Jahre, der Quarzlatit-Lavastrom II ein 39Ar/40Ar-Alter von 131,90 ± 0,5 Millionen Jahre auf.
Oberhalb des Goboboseb-Quarzlatit-Members befindet sich der aus 130 m Basalt bestehende Messum-Mountain-Basalt-Member, dem wiederum – als oberstes Formationsglied der Suite – der Springbok-Quarzlatit-Member auflagert.
Ein prominentes Merkmal im nordöstlichen Teil der Gobobosebberge ist der Basaltstrom im Copper Valley, welcher eine maximale Mächtigkeit von 170 m erreicht. Dieser Basaltstrom, dessen genaue Herkunft unbekannt ist, ist auf ein Nord-Süd streichendes Paläotal beschränkt. Man nimmt an, dass das Paläotal eine durch Verwerfungen kontrollierte grabenartige Struktur darstellt. Das Fehlen von mächtigen Quarzlatit-Ablagerungen entlang der Talachse, besonders nördlich des Copper-Valley-Prospekts, legt nahe, dass dieses Merkmal vor dem Ausfluss des Quarzlatit-Lavastroms I nicht gut ausgebildet war. Eine deutliche Vertiefung des Paläotals (bis zu 200 m) ereignete sich zwischen den Eruptionen der Quarzlatit-Lavaströme I und II, wodurch der Copper-Valley-Basaltstrom das Tal bis zur beobachteten Mächtigkeit ausfüllen konnte.
Die Vulkanite der Gobobosebberge werden von zahlreichen Intrusivgesteinen durchschlagen, zu denen Dolerite, Gabbros, Quarzmonzonite, Granite, Felsite und gangförmige Karbonatite gehören. Insbesondere der südlich der Gobobosebberge liegende „Messum Igneous Complex“ ist aus verschiedenen magmatischen Gesteinen wie Gabbros, Graniten, Syeniten und Rhyolithen aufgebaut.
Zahlreiche Doleritgänge und -sills intrudieren sowohl Basalte als auch Quarzlatite, ähnlich wie auch vier Quellkuppen aus olivinreichen Gabbros. Mit der Entdeckung von Quarzmonzoniten in den Gobobosebbergen wurden zum ersten Mal intrusive Äquivalente von Quarzlatiten beobachtet, welche die Vulkanite der Etendeka-Formation durchschlagen.
Zu ihnen zählen (vgl. dazu auch die nebenstehende Karte)
- Zwei quellkuppenähnliche, in Quarzlatite intrudierte Körper massiver Quarzmonzonite von 200–300 m Durchmesser, die sich ca. 3 km nördlich des Messum-Krater befinden und mit Quellkuppen aus Olivin-Gabbros und Granitapophysen assoziiert sind.
- Am östlichen Rand des Messum-Komplexes befindet sich ein etwa 1 km langer, Nord-Nordwest streichender Ringgang (Cone Sheet), der aus einem hellgrauen, mittelkörnigen Quarzmonzonit besteht. Der ungefähr 10–15 m breite Ringgang intrudierte in zerscherte Basalte vom Messum-Mountain-Typ.
- Südlich des Messum-Kraters intrudierte ein ungewöhnlich zusammengesetzter, Sill-artiger Körper in die Basis der Goboboseb-Abfolge zwischen die grobkörnigen arkoseartigen Sandsteine und die darüber liegenden Basalte. Der Hauptkörper des Sills (25–30 m) besteht aus einem sehr feinkörnigen, schwarzen, porphyrischen Quarzmonzonit.

### Genese
“We believe that the Goboboseb Mountain volcanics formed an integral part of the Messum ‘volcano’‚ and we thus interpret the Tafelkop basalt sequence to have originally formed a broad shield volcano centred on the present Messum Complex.”

„Wir glauben, dass die Vulkanite des Gobobosebbergs einen integralen Bestandteil des Messum-‚Vulkans‘ bildeten – und deshalb interpretieren wir die Tafelkop-Basalt-Sequenz so, dass sie ursprünglich einen breiten Schildvulkan zentriert auf dem heutigen Messum-Komplex gebildet hat.“

Korn und Martin nahmen an, dass die die Gobobosebberge bildenden „Lava-Schichten“ durch Spalten extrudierten und nicht durch den Messum-Vulkan verursacht wurden, von dem sie glaubten, dass er sich auf den Vulkaniten des „Goboboseb-Bergs“ gebildet hat.
Da der Messum-Komplex sowohl intrusiv als auch extrusiv ist, wird angenommen, dass der Messum-Komplex die Quelle der Goboboseb-Vulkanite ist. Milner und Ewart betrachten die „Goboboseb-Vulkanite als einen wesentlichen Bestandteil des Messum-Vulkans“. Die Tafelkop-Basaltsequenz hat ursprünglich einen breiten Schildvulkan auf dem heutigen Messum-Komplex gebildet.
Der Magmatismus der Paraná-Etendeka-Provinz ist in Raum und Zeit eindeutig auf eine Kombination aus einem emporquellenden Mantle Plume sowie kontinentaler Riftbildung zurückzuführen. Er ist mit dem Tristan-da-Cunha-Hotspot über das „Rio Grande Rise“ und das „Walvis Ridge“ verbunden.
Julian Marsh und Kollegen haben im Jahre 2001 allerdings gezeigt, dass die Mächtigkeit der Lavensequenz der Tafelkop-Formation in Richtung des Doros-Gabbro-Komplexes (Doros-Krater) zunimmt, dass die Gabbros des Doros-Komplexes geochemische Ähnlichkeiten mit den basaltischen Laven der Tafelkop-Formation aufweisen und dass beide Einheiten auch ähnliche initiale Verhältnisse der Strontium-Isotope (Verhältnis 87Sr/86Sr) besitzen. Sie schlussfolgern daraus, dass der Doros-Krater das Eruptivzentrum für die Tafelkop-Basalte darstellt, wobei letztere möglicherweise einen Schildvulkan in diesem regionalen Flutbasalt-Lavenfeld gebildet haben.

## Klima
Der Klimaklassifikation nach Köppen und Geiger zufolge ist das Klima am Tafelkop im Gebiet der Gobobosebberge vom Typ BWk – es herrscht also kaltes Wüstenklima mit ganzjährig kaum (nicht mehr als 200 mm) Niederschlägen und mittleren Jahrestemperaturen von weniger als 18 °C. Die im Folgenden erwähnten Wetterdaten beruhen auf Werten, die für die Siedlung Uis berechnet wurden, da Uis die den Gobobosebbergen nächste Station mit Wetteraufzeichnungen ist. Werte für Temperatur, Niederschlagshöhe und Anzahl der Regentage stammen von climate-data.org, Werte für die Luftfeuchtigkeit und die Anzahl der Sonnenstunden von myweather2.com.
Die Hauptwindrichtung ist Südwest bis Südsüdwest, wodurch Feuchtigkeit vom Atlantik in das Gebiet der Gobobosebberge gelangt. Der windigste Monat ist der Dezember, für den an 4,5 Tagen Windgeschwindigkeiten > 28 km/h berechnet wurden. In Uis tritt im Durchschnitt lediglich im Februar an einem Tag Nebel auf.
|                       | Jan | Feb | Mär | Apr | Mai | Jun | Jul | Aug | Sep | Okt | Nov | Dez |   |      |
| Mittl. Tagesmax. (°C) | 34  | 34  | 35  | 33  | 31  | 28  | 28  | 30  | 33  | 34  | 35  | 34  | ⌀ | 32,4 |
| Mittl. Tagesmin. (°C) | 18  | 19  | 20  | 19  | 14  | 9   | 9   | 11  | 14  | 16  | 17  | 17  | ⌀ | 15,2 |
|                       |     |     |     |     |     |     |     |     |     |     |     |     |   |      |
| Niederschlag (mm)     | 14  | 19  | 19  | 8   | 1   | 0   | 0   | 0   | 2   | 4   | 5   | 6   | Σ | 78   |
|                       |     |     |     |     |     |     |     |     |     |     |     |     |   |      |
| Sonnenstunden (h/d)   | 10  | 10  | 9   | 10  | 10  | 10  | 11  | 11  | 11  | 11  | 12  | 12  | ⌀ | 10,6 |
|                       |     |     |     |     |     |     |     |     |     |     |     |     |   |      |
| Regentage (d)         | 5,8 | 6,7 | 8,2 | 3,4 | 0,5 | 0   | 0   | 0,1 | 0,9 | 2,0 | 2,7 | 3,3 | Σ | 33,6 |
|                       |     |     |     |     |     |     |     |     |     |     |     |     |   |      |
| Luftfeuchtigkeit (%)  | 44  | 49  | 47  | 42  | 33  | 30  | 28  | 22  | 20  | 23  | 27  | 31  | ⌀ | 32,9 |

| 18 |

| 19 |

| 20 |

| 19 |

| 14 |

| 9 |

| 9 |

| 11 |

| 14 |

| 16 |

| 17 |

| 17 |

| 18 |

| 19 |

| 20 |

| 19 |

| 14 |

| 9 |

| 9 |

| 11 |

| 14 |

| 16 |

| 17 |

| 17 |

Die wärmsten Monate in Uis, welches hier in Ermangelung von Wetteraufzeichnungen für die Gobobosebberge verwendet wird, sind Oktober, November, Dezember, Januar, Februar und März mit Mittelwerten für die maximale Temperatur von ≥ 34 °C. Die Minimalwerte für diese Monate liegen zwischen 16 °C und 20 °C. Im Oktober, November und Dezember lag die durchschnittliche Maximaltemperatur innerhalb der letzten 30 Jahre bei jeweils 39 °C. Die durchschnittliche Minimaltemperatur innerhalb der letzten 30 Jahre ist für die Nächte im Juni und Juli mit jeweils 4 °C zu verzeichnen.
Im Jahresverlauf fallen die Temperaturen ab März und liegen im Juni und Juli bei minimal 9 °C und maximal bei 28 °C. Ab August erfolgt wieder eine allmähliche Temperaturerhöhung.
Niederschläge fallen hauptsächlich in den Sommermonaten Januar bis März – in diesen Monaten treten im Monatsmittel 14–19 mm Niederschlag auf. Dies korrespondiert auch mit der Anzahl der Regentage – im Mittel fällt im März an 8,2 Tagen Regen. Von April bis September nehmen die Niederschläge stark ab, wobei im Juni, Juli und August überhaupt kein Niederschlag fällt. Erst in der „kleinen Regenzeit“ im Oktober, November und Dezember sind wieder Niederschlagswerte von 4–6 mm zu verzeichnen.

## Ökologie

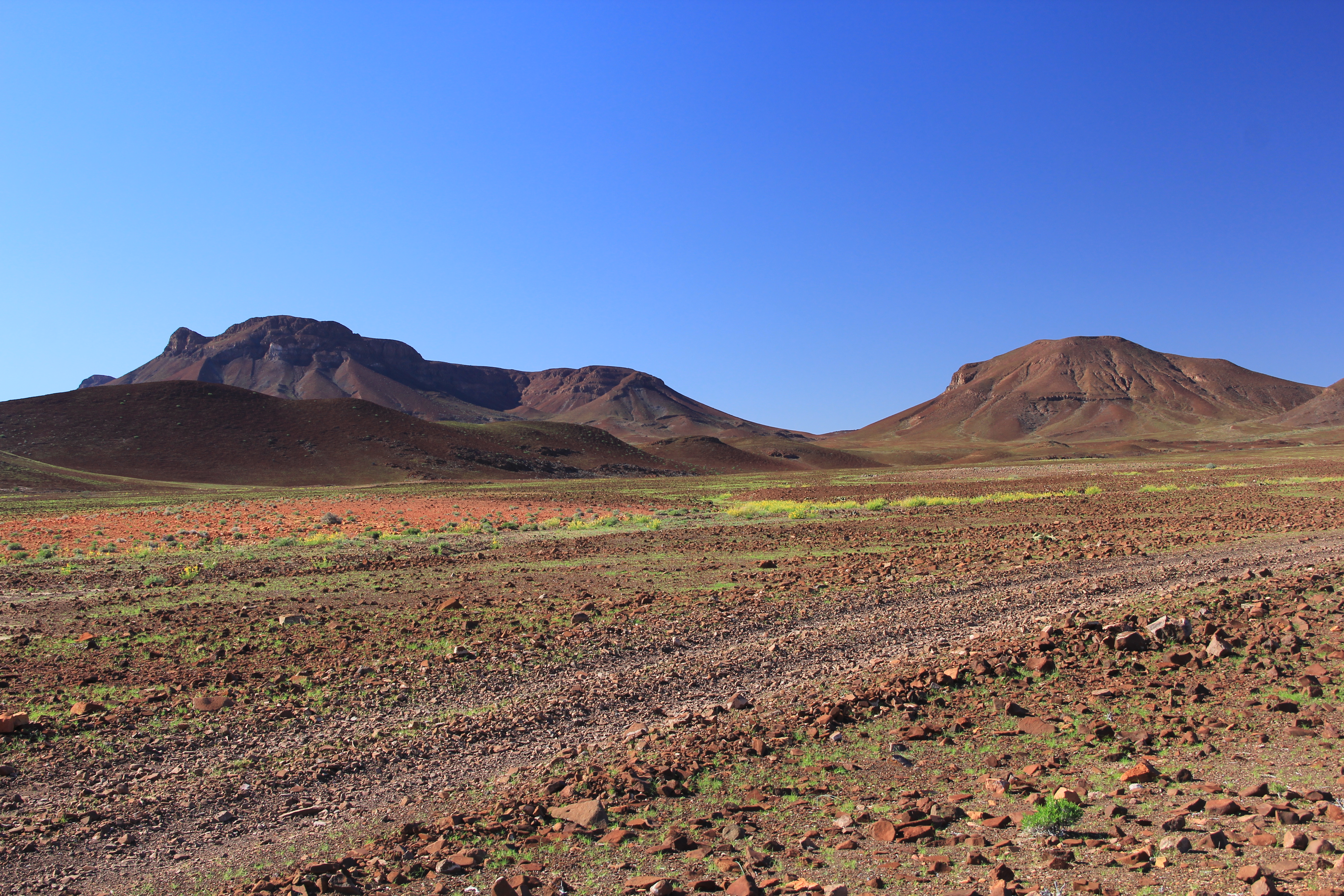
Nach dem Regen: „Grünes“ Rivier in den Gobobosebbergen

Im Vergleich zum nahe gelegenen Brandberg, über den eine Vielzahl von Publikationen mit z. T. umfangreichen Ausführungen zu dessen Flora und Fauna existiert, sind für die Gobobosebberge kaum diesbezügliche Arbeiten bekannt. Eine allgemein die Flora und Fauna des Küstenbereichs der Region Erongo behandelnde Arbeit, die auch die Gobobosebberge umfasst, ist das „Coastal profile of the Erongo Region“.

### Fauna

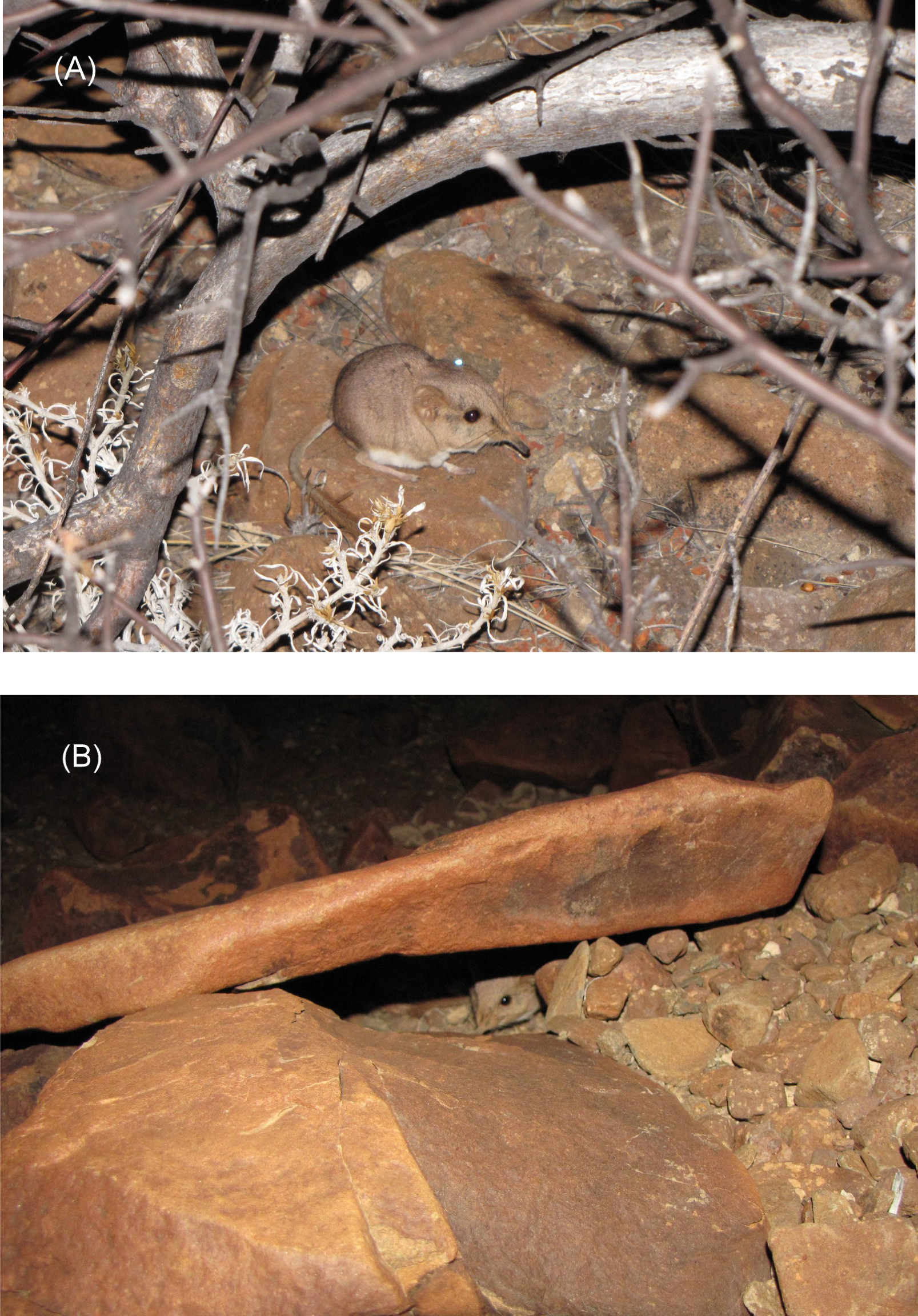
Seit 2013 ist der Etendeka-Kurzohrrüsselspringer auch in den Gobobosebbergen nachgewiesen

Unter den für den Dorob-Nationalpark, der auch Teile der Gobobosebberge umfasst, angegebenen großen Säugetieren dürften in den Gobobosebbergen auch Springböcke, Schabrackenschakal, Schabrackenhyäne, Spießbock (Oryx) und das Hartmann-Bergzebra vorkommen. Der im September 2013 von einem Trophäenjäger erschossene und dadurch zu trauriger Berühmtheit gelangte Löwe mit der Bezeichnung „Dorob-Männchen (Xpl 77)“ hat sich auch im Bereich um den Tafelkop in den Gobobosebbergen aufgehalten, wie die Bewegungen des Tieres, projiziert auf ein Satellitenbild, zeigen. Peter Dollinger zählt für den Bereich zwischen der Spitzkoppe und dem Brandberg in der Vornamib ferner Löffelhund, Kapfuchs, Honigdachs, Erdwolf, Falbkatze, Karakal, Leopard, Großer Kudu, Steinböckchen (Raphicerus campestris) und Springbock auf, die weit verbreitet sein sollen. Tüpfelhyäne, Gepard, Elefant, Spitzmaulnashorn, Giraffe, Kronenducker (Sylvicapra grimmia) und Dikdik sollen namentlich im Norden gebietsweise beobachtet werden können.
Der erst 2006 im zentralen und östlichen Teil des Etendeka-Plateaus entdeckte und im Jahre 2014 wissenschaftlich erstbeschriebene Etendeka-Kurzohrrüsselspringer (Macroscelides micus) wurde nach Untersuchungen im Oktober 2013 auch in den rund 40 km südlich der Typuslokalität gelegenen Gobobosebbergen nachgewiesen.
Aus dem Dorob-Nationalpark sind 270 Vogelarten bekannt, wozu auch der zu den Trappen zählende Eupodotis rueppellii (englisch Rüppell’s Korhaan) zählt, der nicht nur im Brandberggebiet vorkommt, sondern wahrscheinlich auch in den Gobobosebbergen. Ferner muss der Afrikanische Strauß erwähnt werden. Peter Dollinger zufolge sind für den Bereich zwischen Spitzkoppe und Brandberg etwa 150 Vogelarten nachgewiesen, darunter z. B. Südlicher Felsenfalke (englisch Rock Kestrel), (Falco tinnunculus rupicolus), Hartlaubfrankolin (Francolinus hartlaubi), Rosenköpfchen, Kaptäubchen (Oena capensis), Rüppellpapagei (Poicephalus rueppellii), Monteiro-Toko (Tockus monteiri), Bergsteinschmätzer (Myrmecocichla monticola), Steinschwalbe (Ptyonoprogne fuligula) und Nacktwangen-Drosselhäherling (Turdoides gymnogenys).
Das „Coastal profile of the Erongo Region“ nennt für diesen Teil der Region Erongo eine große Zahl von Eidechsen, Geckos (darunter das Namaqua-Chamäleon, Chamaeleo namaquensis), Spinnen, Schlangen, Skorpione und Käfer – darunter vielen Arten, die in der Zentralen Namib endemisch sind. Unter den Käfern ist insbesondere der in Symbiose mit der Welwitschie lebende sogenannten Welwitschia-Käfer (Probergrothius sexpunctatis) zu nennen. Nach Peter Dollinger sind im Bereich des Damaralands die Amphibien mit 13 und die Reptilien mit 87 Arten vertreten, darunter Dickfingergeckos (Pachydactylus) mit 11 und Mabuien (Mabuya) mit 10 Arten.

### Flora
“The larger plants are represented by only Welwitschia mirabilis growing in the valleys and a few euphorbias on the mountains.”

„Die größeren Pflanzen sind nur durch Welwitschia mirabilis vertreten, die in den Tälern wachsen, und durch einige Euphorbien auf den Bergen.“

Aufgrund der Regenarmut und Wasserknappheit treten in den Gobobosebbergen außer Euphorbien kaum Bäume, sondern hauptsächlich Sträucher auf. Trotzdem existiert eine Vielfalt von Pflanzenarten, die sich diesen ariden Umständen angepasst haben.

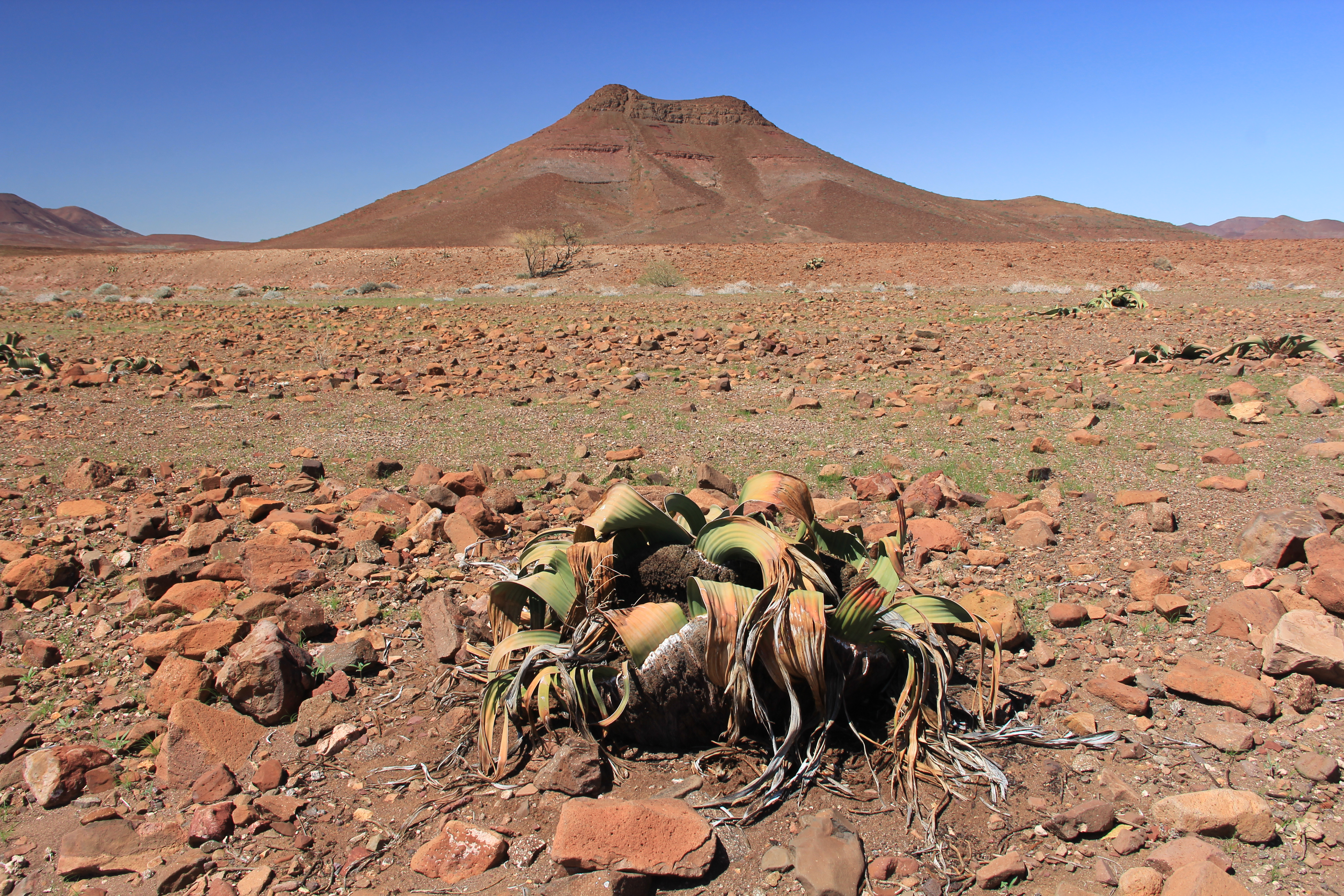
Welwitschie (Welwitschia mirabilis) vor einer typischen Silhouette in den Gobobosebbergen

Die Welwitschie (Welwitschia mirabilis bzw. Welwitschia mirabilis subsp. namibiana Leuenberger) ist die wohl merkwürdigste, aber möglicherweise auch spektakulärste Pflanze der Gobobosebberge, die zudem noch eine Symbiose mit dem Welwitschia-Käfer (Probergrothius sexpunctatis) eingeht. Ähnlich wie die Welwitschie kommt auch die Nara (Acanthosicyos horridus) insbesondere in den Namib-Rivieren bzw. in den von ihnen gebildeten Schwemmlandsenken mit einer gewissen Grundfeuchtigkeit (z. B. Messum-Rivier) vor.
Allgemein ist die Innere Namib über weite Strecken ein Grasland mit Stipagrostis obtusa und Stipagrostis dilata (Poaceae) als häufigsten Arten. Über steinigerem Boden werden die Gräser seltener und Euphorbia damarana (Damara-Wolfsmilch, Melkbos) dominiert die Vegetation. Auf den Flächen des trockeneren westlichen Teils der Inneren Namib ist Aloe asperifolia (Raublättrige Aloe, Kraalalwyn) recht häufig zu finden.
Für den auch Teile der Gobobosebberge umfassenden Dorob-Nationalpark werden u. a. die zu den Fuchsschwanzgewächsen (Amaranthoideae) gehörende Bleistiftpflanze (Pencil bush, Arthraerua leubnitzia), der Talerbusch (Dollar bush, Zygophyllum stapfii) und der Hirtenbaum (Witgatbaum, Shepherd’s tree, Boscia albitrunca) genannt, aber auch verschiedenen Flechten auf ganzen Flechtenfeldern – wobei für Flechten allerdings v. a. die küstennahen Regionen der Äußeren Namib kennzeichnend sind.
Andere nennenswerte Pflanzenarten sind die Buschmannskerze (Sarcocaulon marlothii), der Wüstenkohlrabi (Adenia pechuelii) und die Namibische Giftwolfsmilch (Gifboom, Euphorbia virosa). Letztere ist wie alle Euphorbienarten nicht nur giftig, sondern kann sogar tödliche Folgen haben. Eine alte, noch heute in Uis erzählte Sage weiß zu berichten, dass dort vor mehreren Jahrzehnten etwa ein dutzend Personen umgekommen sein sollen, nachdem sie die Teile der Namibischen Giftwolfsmilch für ihr Lagerfeuer benutzt hatten. Die Gräber sind am Eingang bei der genannten Ortschaft heute noch zu sehen.

Pflanzen in den Gobobosebbergen
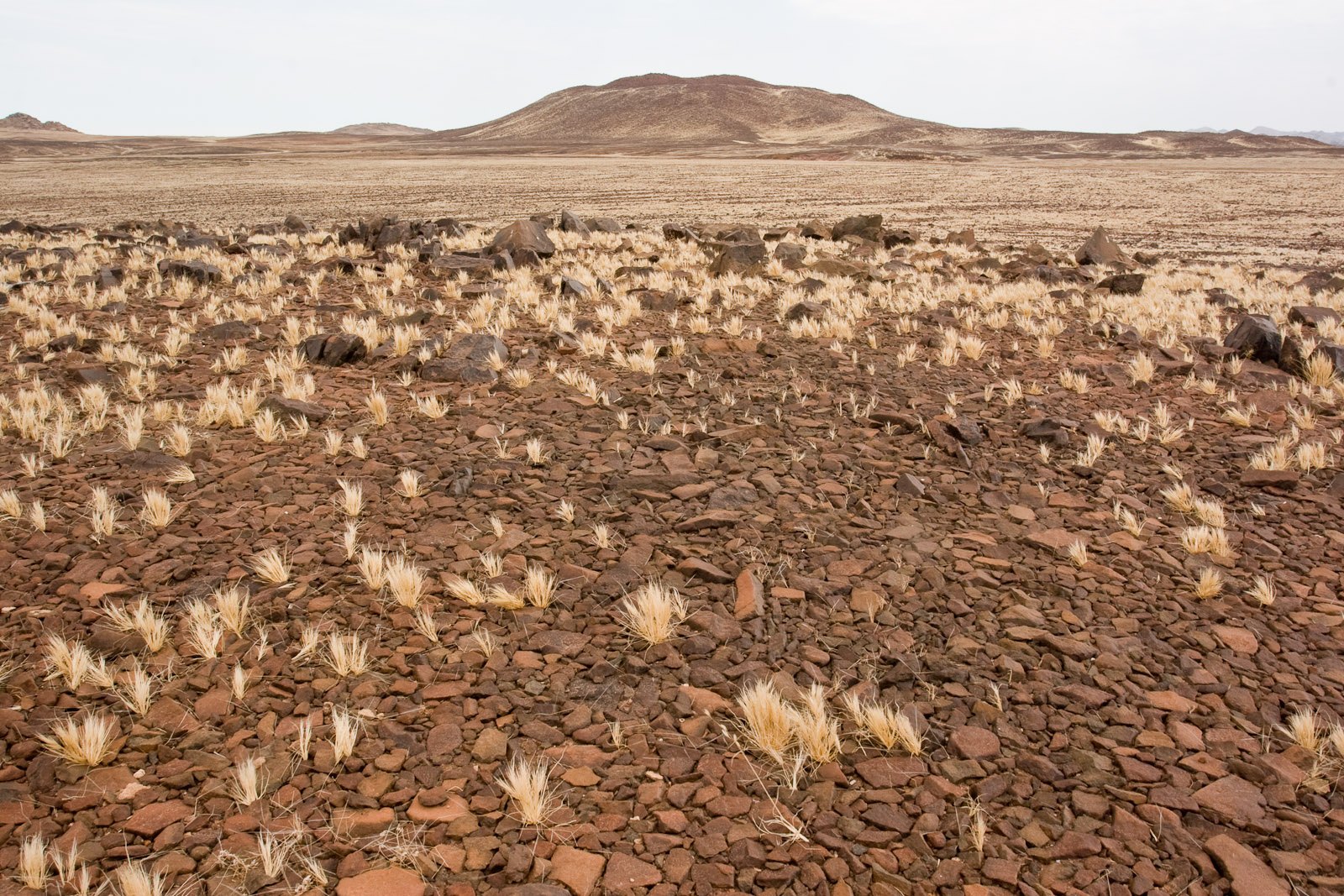
Unbekannte Grasart
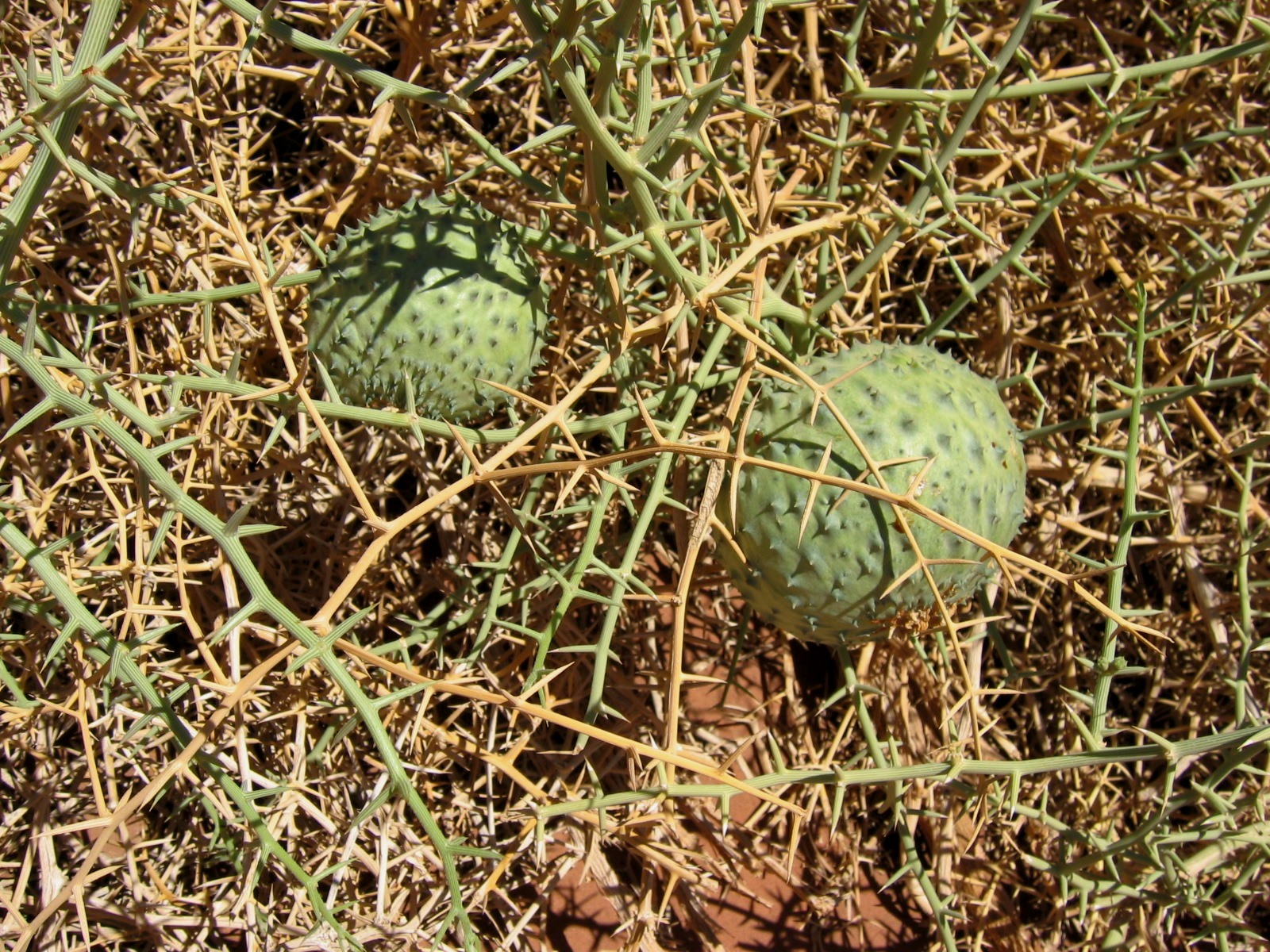
Nara mit Früchten
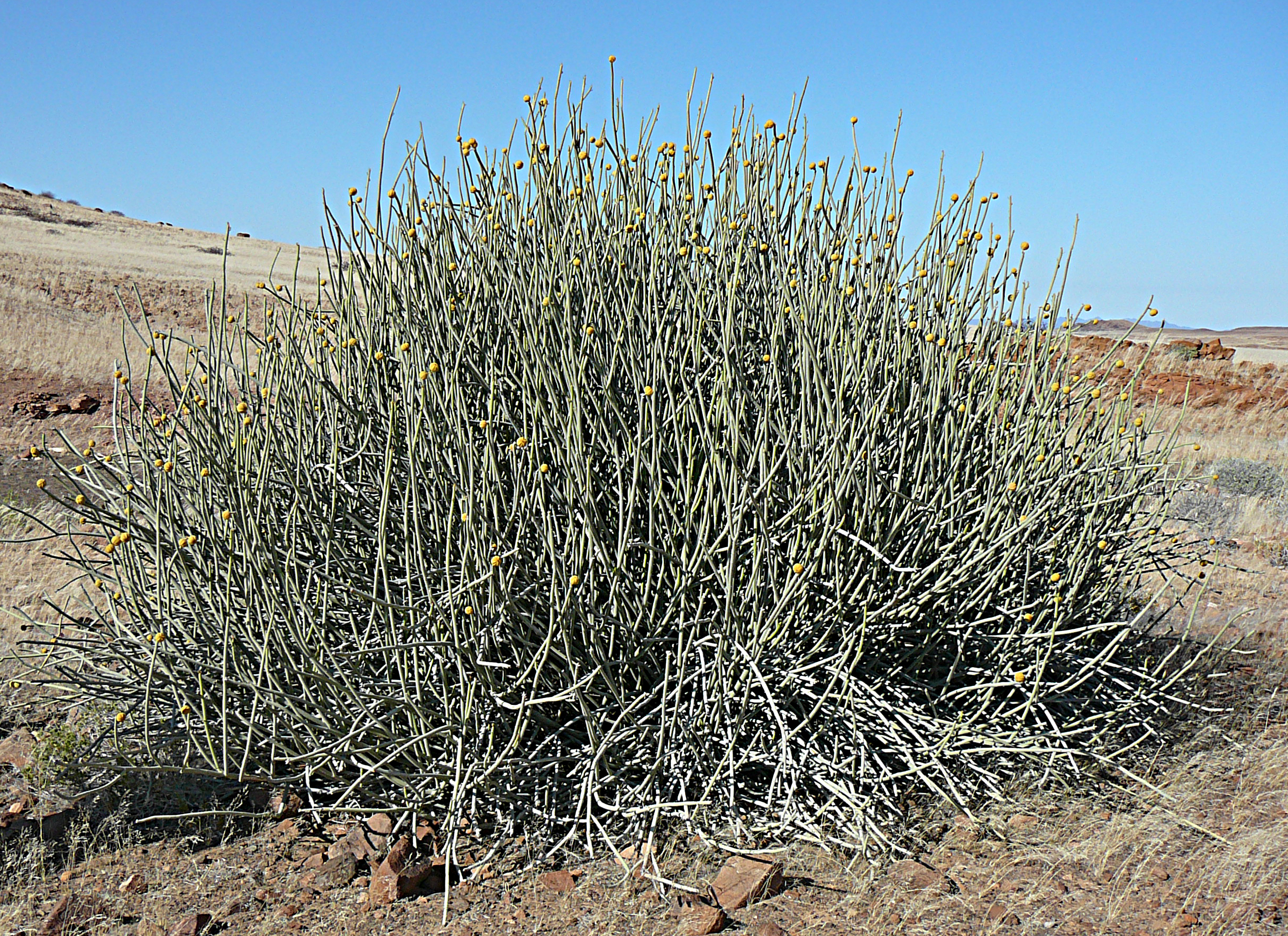
Euphorbia damarana (Damara-Wolfsmilch, Melkbos)
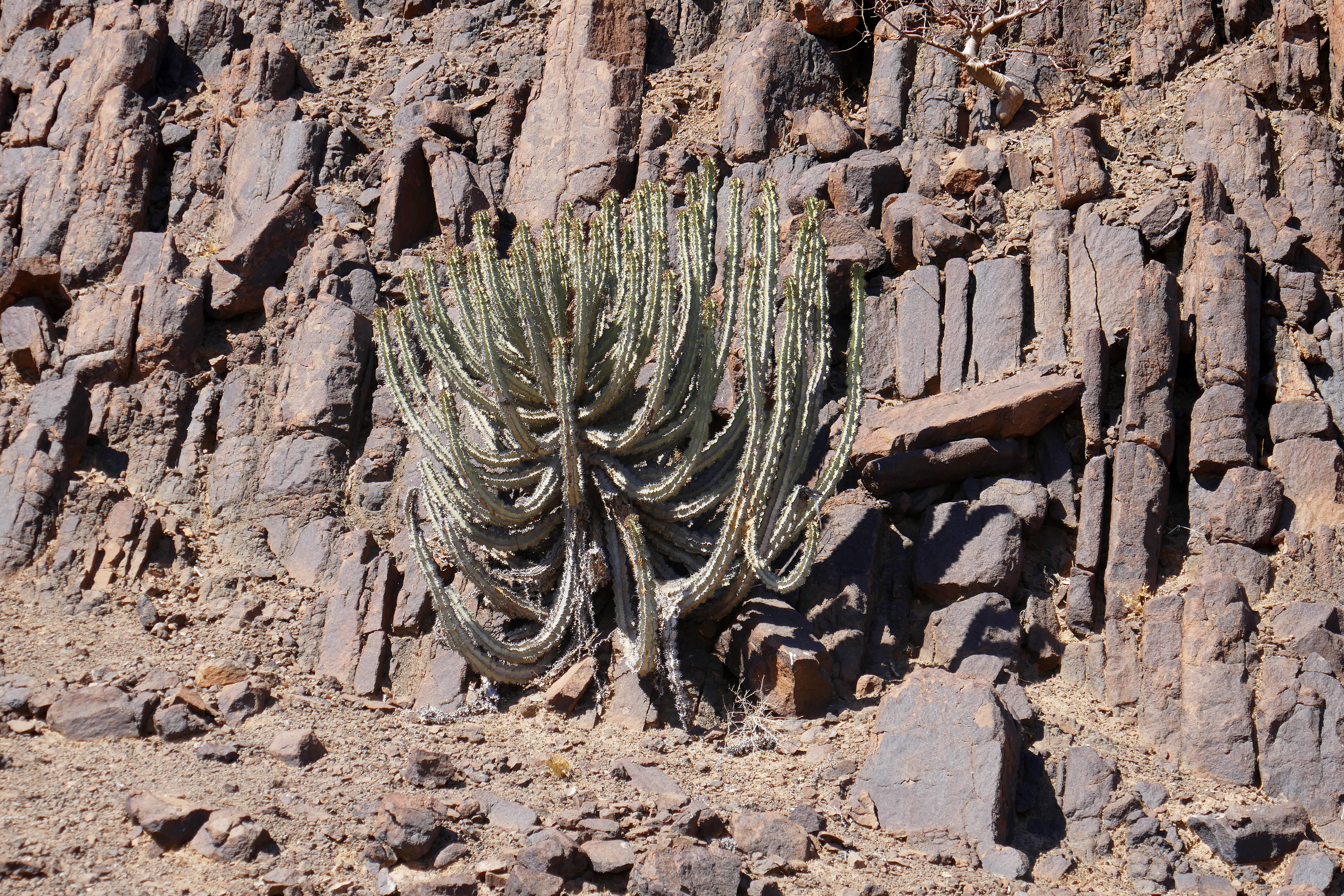
Euphorbia virosa (Namibische Giftwolfsmilch)
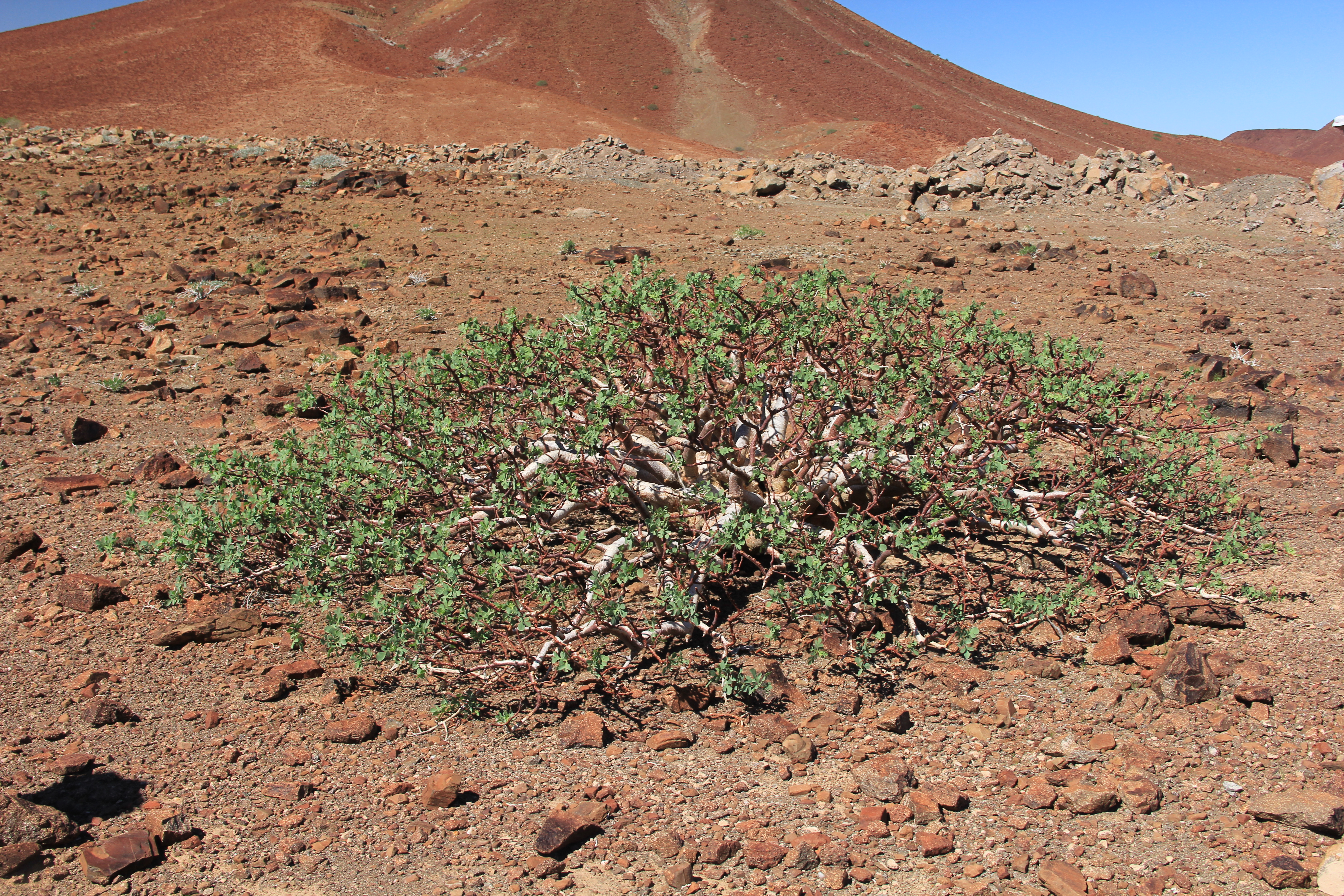
Eichenblättrige Commiphora (Commiphora wildii)
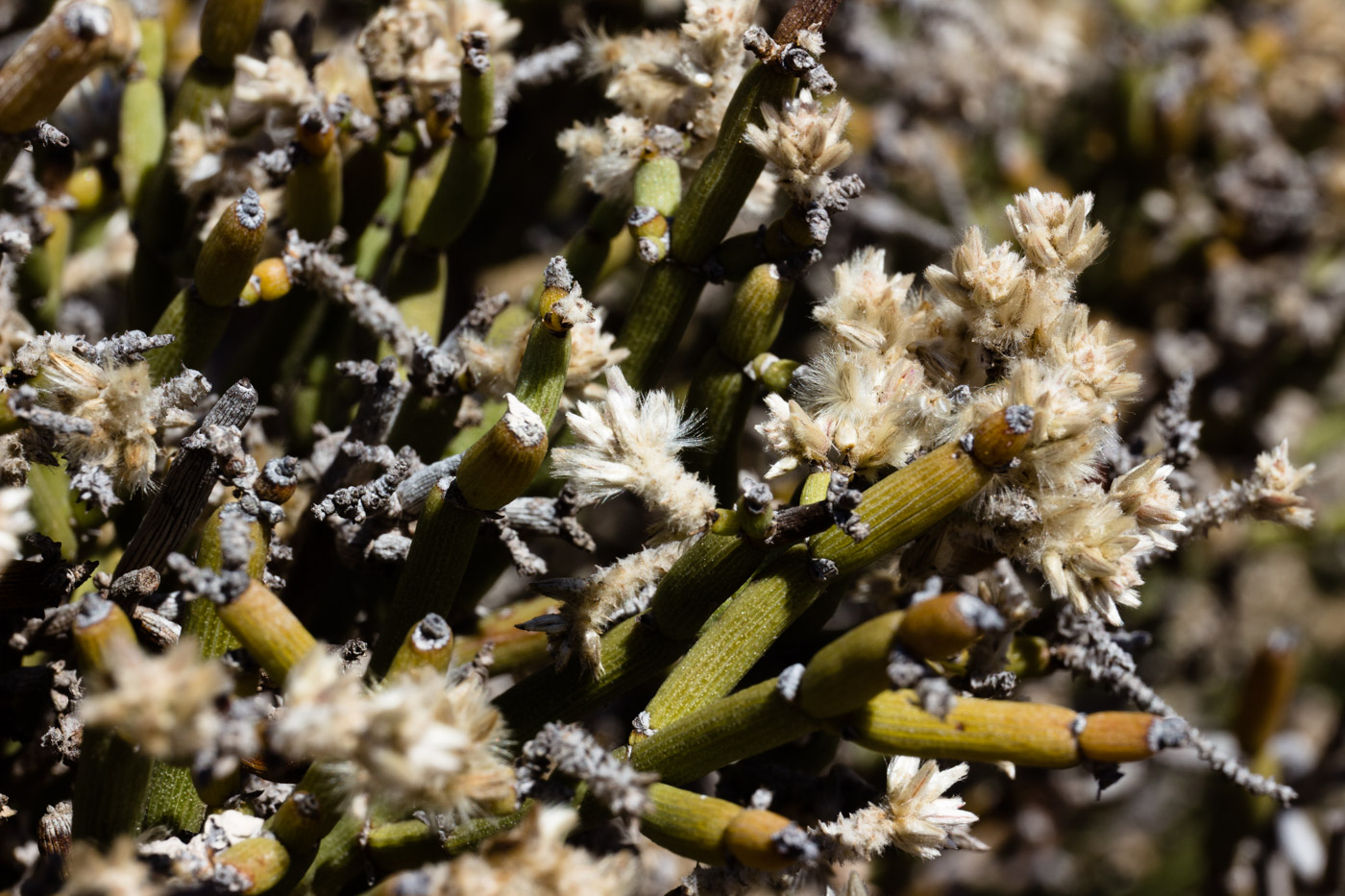
Bleistiftpflanze (Arthraerua leubnitzia)
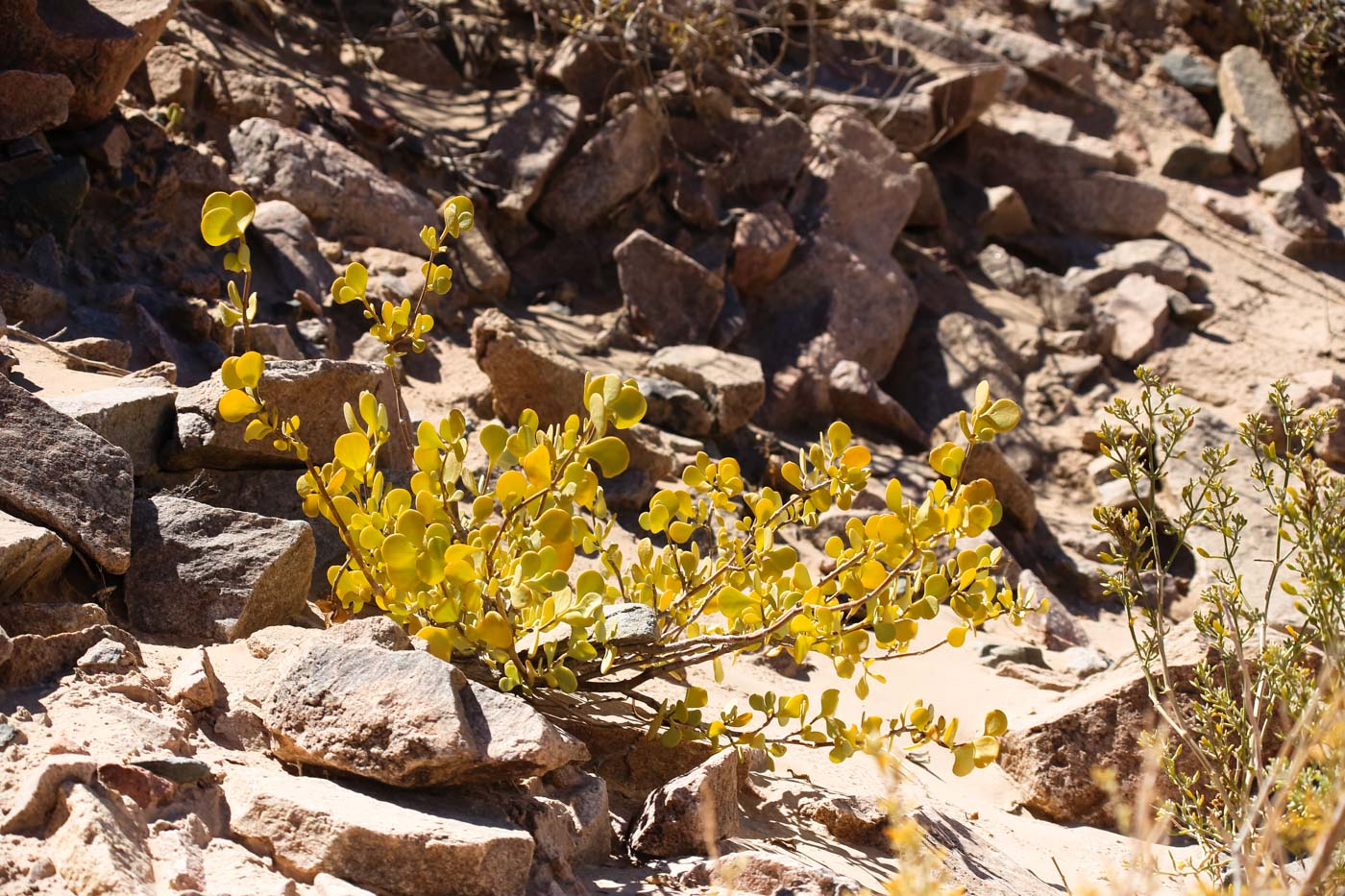
Talerbusch (Zygophyllum stapfii)
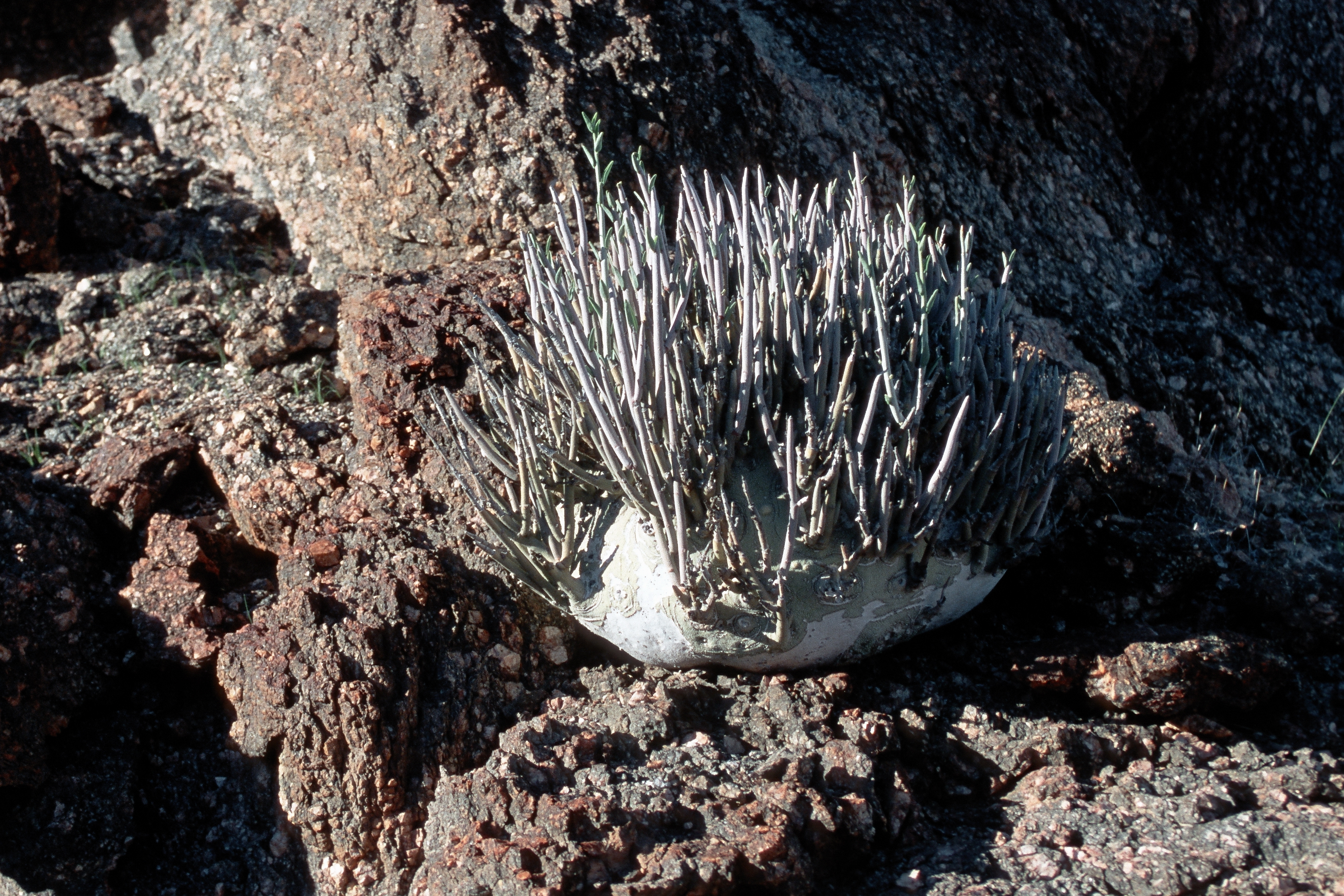
Wüstenkohlrabi (Adenia pechuelii)
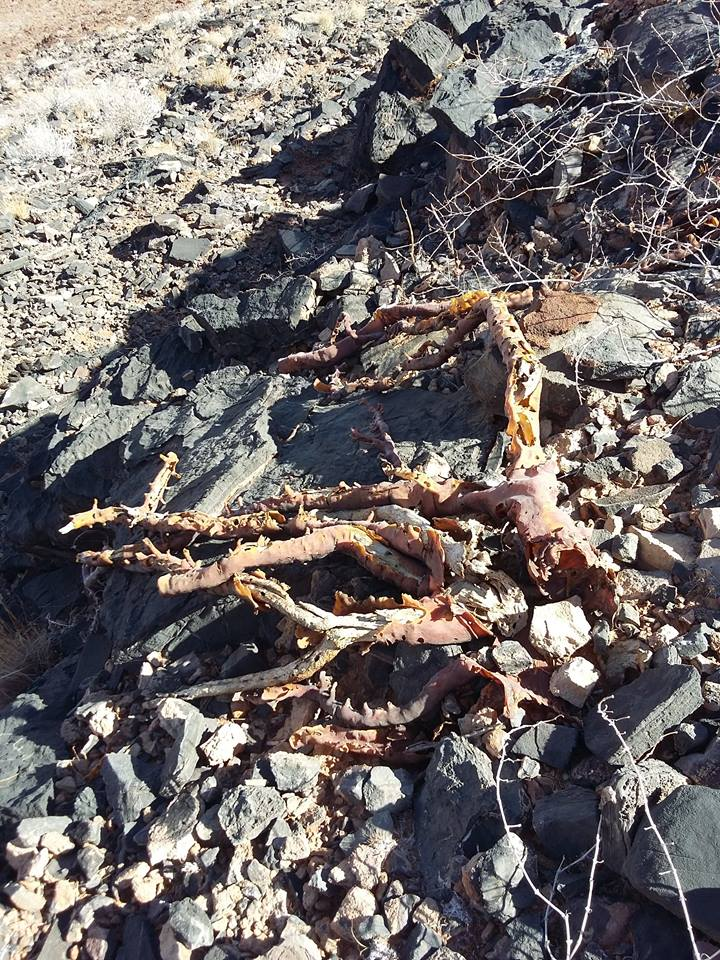
Buschmannkerze (Sarcocaulon marlothii)
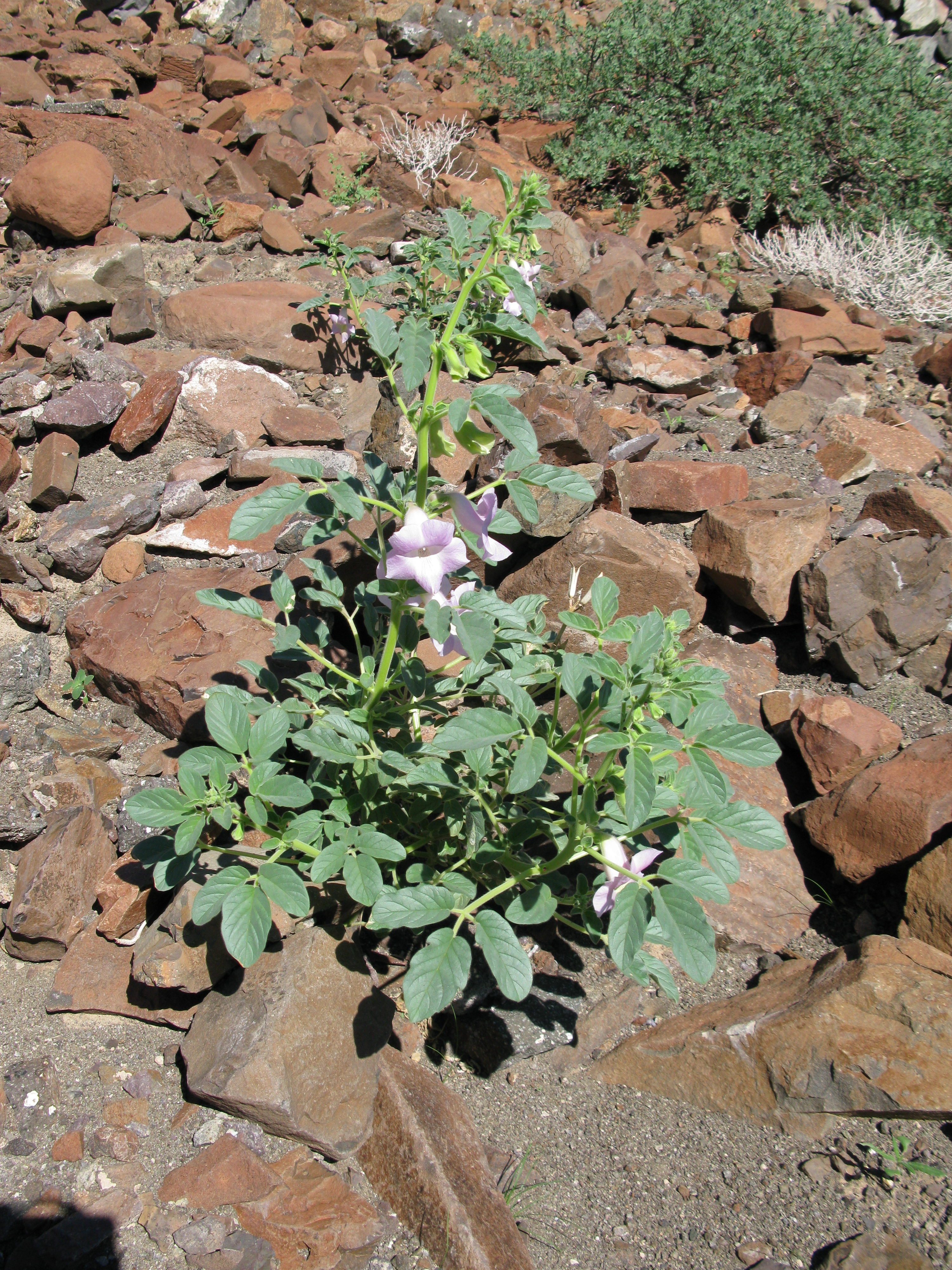
„Wilder Sesam“ (Sesamum capense)

In der Vegetationskarte der Zentralen Namib von Norbert Jürgens und Kollegen befinden sich die Gobobosebberge in mehreren Vegetationszonen:
- Den größten Anteil hat die Zone „Stony and rocky desert grasslands“ (Steiniges und felsigen Wüsten-Grasland) mit Stipagrostis hirtigluma (Blaues Buschmanngras, Blue bushman grass, Blouboesmangras, Bloutwa) und Commiphora wildii. Charakteristisch ist das Auftreten von Welwitschia mirabilis in Schwemmlandsenken und Drainagelinien des Wassers, während Commiphora wildii an felsige Aufschlüsse gebunden ist. Diagnostische Spezies sind Boerhavia deserticola, Chascanum pumilum, Cleome suffruticosa, Commiphora saxicola, Commiphora virgata, Commiphora wildii, Crotalaria podocarpa, Dipcadi viride, Euphorbia glanduligera, Forsskaolea viridis, Geigeria alata, Gisekia africana, Hermannia helianthemum, Limeum argute-carinatum, Limeum dinteri, Mollugo cerviana, Mollugo cleomoides, Pegolettia pinnatilobata, Petalidium canescens, Petalidium variabile, Sesamum capense, Sesamum uniplumis, Talinum caffrum, Tephrosia dregeana, Tephrosia microcarpa.
- „Rocky shrublands“ (felsige Buschlandschaften) mit Calicorema capitata (Grauer Binsenstrauch, Grey desert bush, Klein swartstorm, Vaalbossie, Asbos, Bloubasbos, Bloustormbos, Bloustorm) und Commiphora saxicola (Rock corkwood). Diagnostische Spezies sind Calicorema capitata, Commiphora glaucescens, Commiphora saxicola, Commiphora tenuipetiolata, Commiphora virgata, Commiphora decidua, Emilia marlothiana, Emilia desvauxii, Enneapogon scaber, Euphorbia nindensis, Euphorbia glanduligera, Euphorbia guerichiana, Stipagrostis hirtigluma.
- „Coastal plains succulent shrublands“ (Küstenebenen und Sukkulenten-Buschlandschaften) mit Arthraerua leubnitziaee und Zygophyllum stapffii, die über weite Bereiche die einzigen Pflanzen darstellen. Diagnostische Spezies sind Arthraerua leubnitzia, Stipagrostis subacaulis, Zygophyllum stapfii.
- „Desert plain grasslands“ (Wüstenebenen mit Grasland) mit Stipagrostis hirtigluma, welches auch die diagnostische Spezies ist.

## Wirtschaft

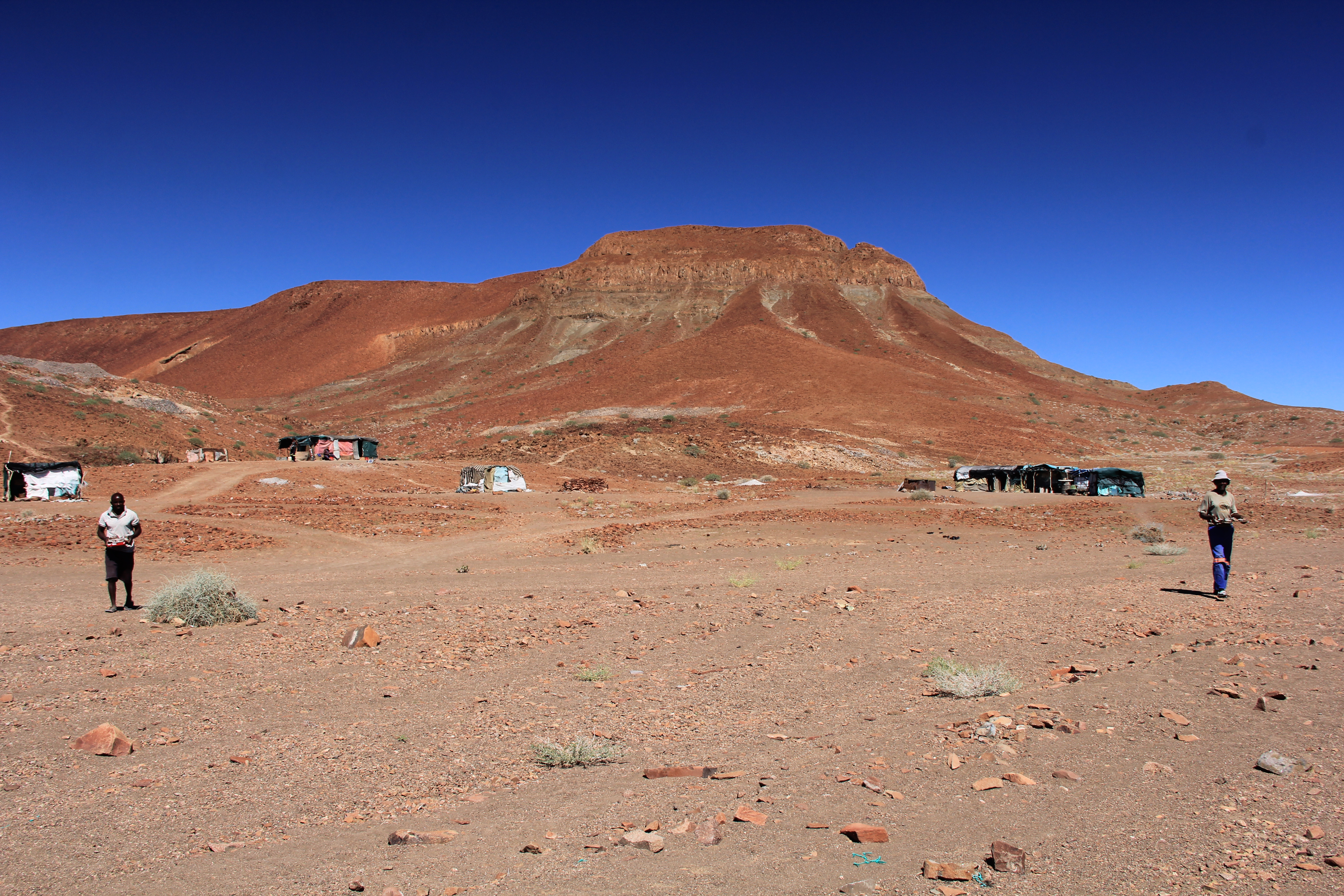
Camp der Quarzschürfer in den Gobobosebbergen

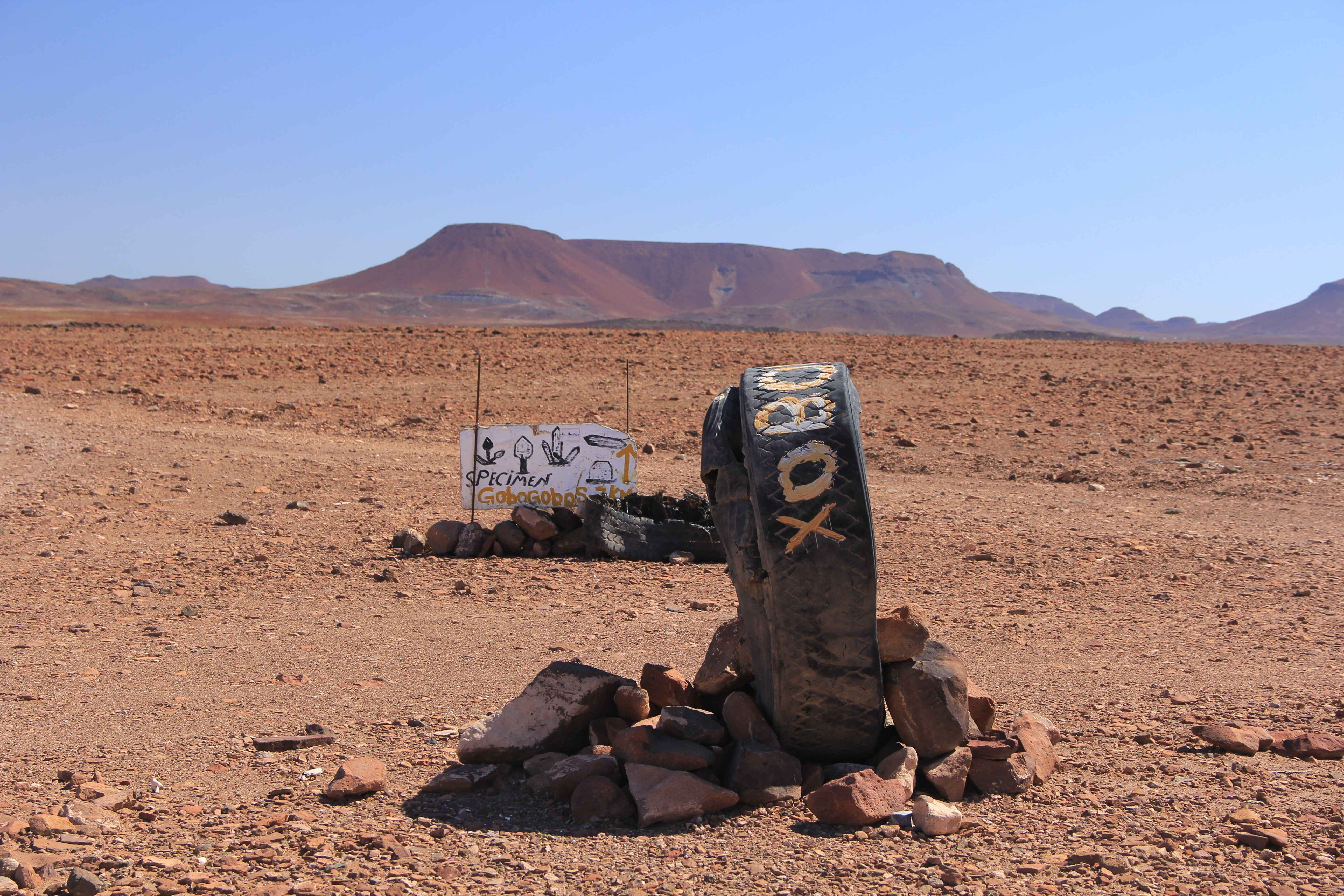
Hinweisschild zum Mineralverkauf am Tafelkop in den Gobobosebbergen

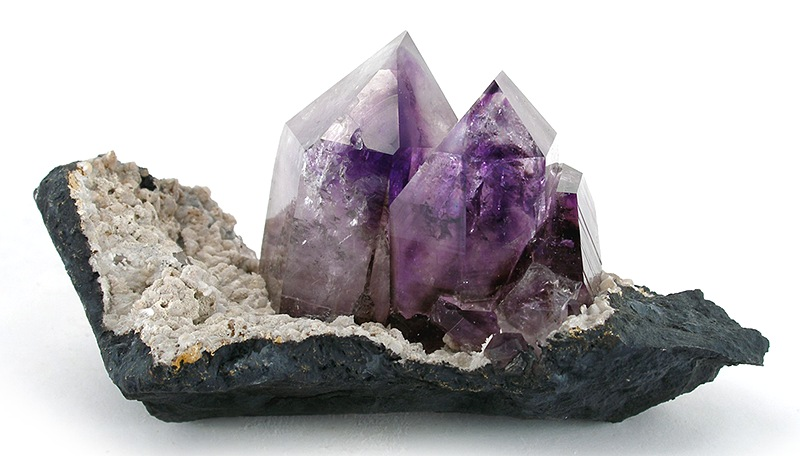
Die Gobobosebberge liefern zahlreiche attraktive Quarz-Stufen

Aufgrund ihrer entlegenen Lage und des Wassermangels existiert in den Gobobosebbergen keinerlei landwirtschaftliche oder touristische Nutzung mit Ausnahme der Jagd. Es gibt keine Farmen und auch keinerlei Möglichkeiten zum Camping etc.
Bereits bei Milner & Ewart genannt und in der offiziellen Karte Namibia 1:250.000 Blatt 2114 Omaruru auch eingezeichnet ist das „Copper Valley Prospect“ westlich des Tafelkop (siehe die nebenstehende Karte), wo offensichtlich eine Prospektion auf Kupfererze stattgefunden hat. Zu einem wie auch immer gearteten Bergbau hat dieses Vorkommen von Kupfermineralen jedoch nicht geführt. Die Mineralisation ist mit gediegen Kupfer, Chrysokoll, Cuprit und Tenorit ähnlich wie die im 40 km nördlich gelegenen Doros-Krater auftretende Vererzung (dort mit Chalkosin, gediegen Kupfer und Kupferoxiden) – beide sind aber genetisch nicht unbedingt miteinander vergleichbar, außerdem findet sich im „Copper Valley Prospect“ keine primären Kupfererze.
Das Auftreten von Quarzkristallen in den Gobobosebbergen ist spätestens seit den frühen 1950er Jahren bekannt, als Gawie Cloete aus Omaruru den staatlichen südwestafrikanischen Viehinspektor auf seinen Runden bei nomadisierenden Farmern in den extrem entlegenen Gebieten der Namib westlich des Brandbergs begleitete und dabei die ersten Quarzkristalle fand. Ernsthaft suchte er in den Gobobosebbergen aber erst 30 Jahre später – wobei der erste gefundene Amethyst ursprünglich von einem Zebra freigescharrt worden war. Ein literarischer Ansatz zur Amethystsuche in diesem Gebiet wurde unter dem Titel „Der Prospektor : Eine illustrierte Erzählung rund um den Brandberg in Namibia“ von Wolfgang Bauer veröffentlicht.
Mineralisationen finden sich in ehemaligen Gasblasen in den Vulkaniten der nördlichen Gobobosebberge. Die dort auftretenden Minerale führen dazu, dass sich insbesondere um den Tafelkop herum ein „Stufenbergbau“ auf Minerale entwickelt hat, der sowohl von Unternehmern mit technisch anspruchsvollen Gerät betrieben als auch als artisanaler, primitiver Kleinbergbau durch sogenannte Small-scale Miner stattfindet. Zu den Mineralen, denen das Interesse gilt, zählen die Quarz-Varietäten Amethyst, Rauchquarz und Bergkristall, Carbonat-Minerale wie Calcit, Siderit und Dolomit, verschiedene Zeolithminerale wie Analcim, Chabasit, Heulandit, Stilbit und Laumontit sowie Prehnit, Babingtonit, Pumpellyit und Epidot. Insbesondere die verschiedenen Farb- und Formvarietäten des Quarzes sowie der Prehnit (vergleiche dazu auch die Galerie) können in Stufen auftreten, die zweifellos zu den weltweit besten Vertretern ihrer Art zählen, entsprechend gesucht und folglich hochpreisig gehandelt werden. Prehnit aus den Gobobosebbergen ist darüber hinaus sogar ein „Connoisseur’s Choice“. Zu den erwähnten Formvarietäten und Wachstumsphänomenen des Quarzes zählen Zepterquarz, Fensterquarz, Phantomquarz, Einschlüsse anderer Minerale sowie Zwei- und Dreiphaseneinschlüsse („Gasblasen“).

Minerale aus den Gobobosebbergen
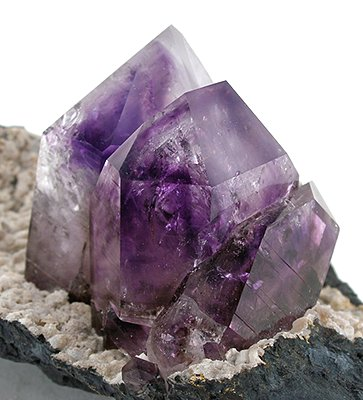
Amethyst
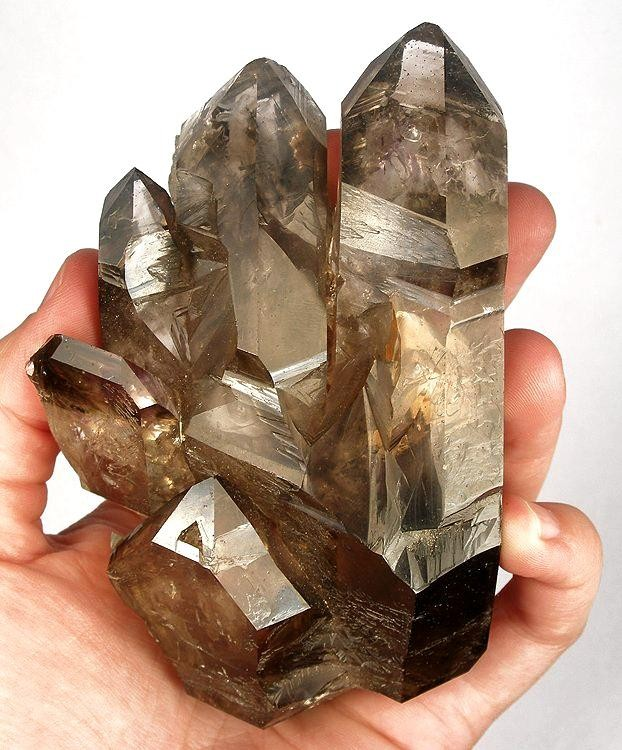
Rauchquarz
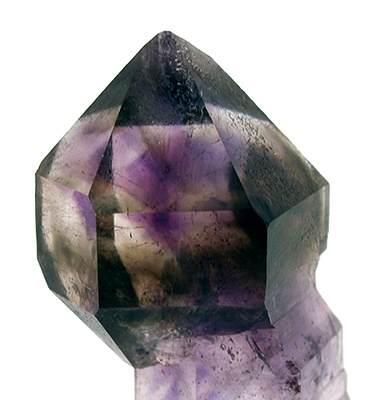
Quarz mit Amethyst- und Rauchquarz-Zonen
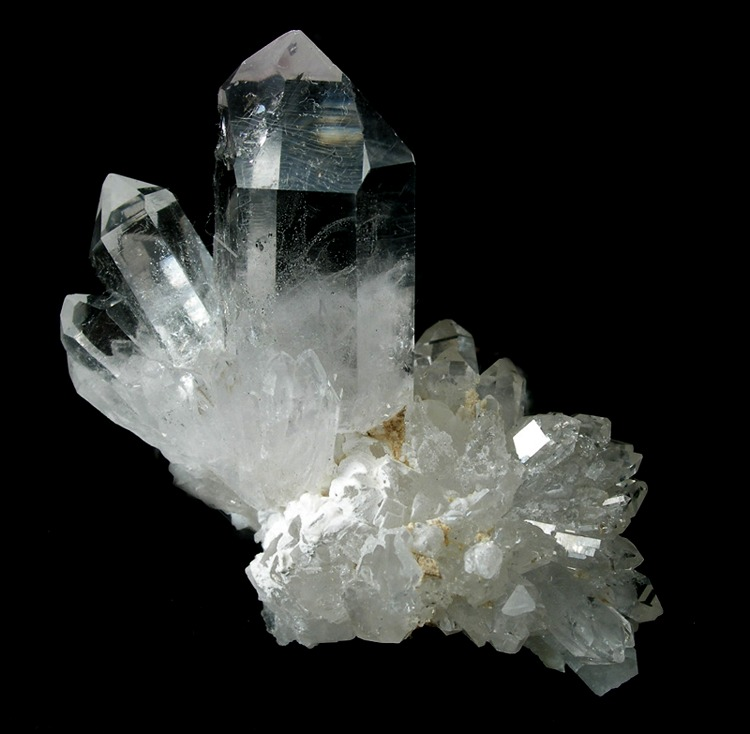
Bergkristall
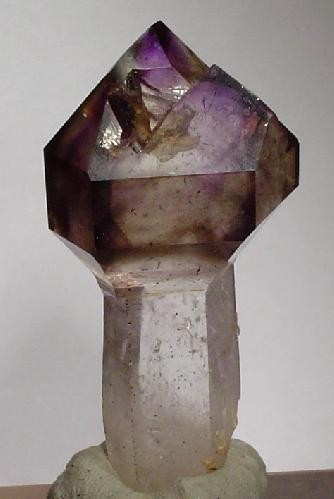
Quarz-Amethyst-Zepterkristall
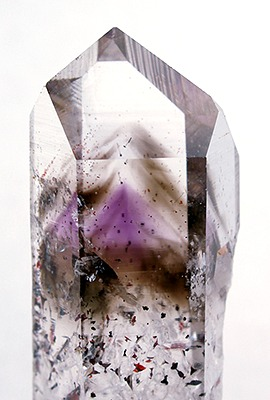
Quarz mit Phantombildung
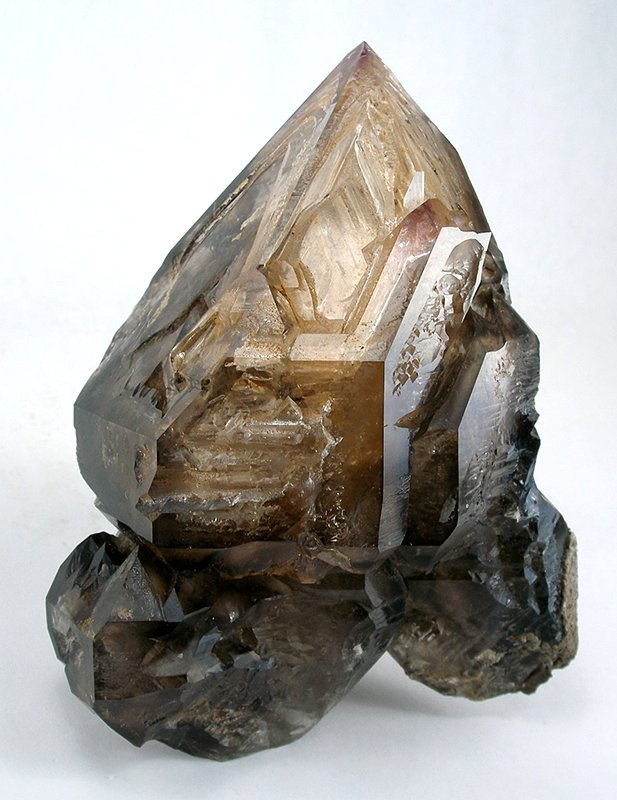
Quarz mit Fensterbildung
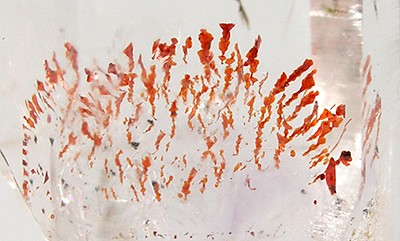
Quarz mit Hämatit-Einschlüssen
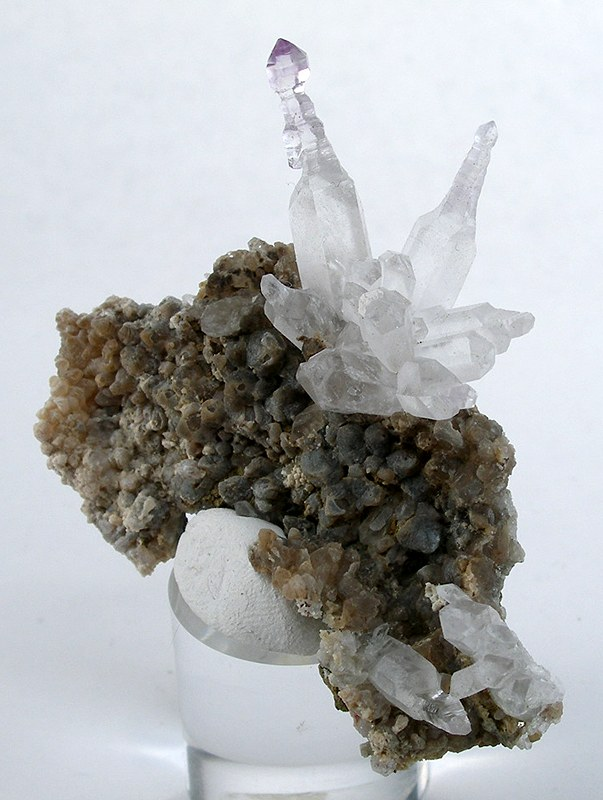
Quarz mit bizarrem Wachstum
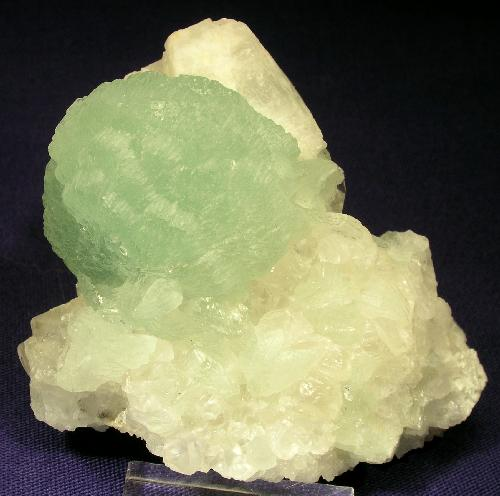
Prehnit mit Calcit